# Révolution de Chuquisaca
La révolution de Chuquisaca est le soulèvement populaire survenu le 25 mai 1809 dans la ville de Chuquisaca (ancien nom de l’actuelle ville bolivienne de Sucre), sise alors dans la vice-royauté du Río de la Plata. La Real Audiencia de Charcas, avec l’appui des milieux indépendantistes et du collège des docteurs de l’université, destituèrent le gouverneur en place et formèrent leur propre comité local de gouvernement (junta de gobierno). Ce mouvement de rébellion se produisit dans un contexte de flottement politique consécutif à l’occupation par les troupes napoléoniennes d’une partie de la métropole espagnole ; la mise en détention de la famille royale par la France avait déterminé la création en Espagne de diverses juntes prétendant régner sur les territoires d’outre-mer au nom du souverain déchu.
Si les protagonistes de ce mouvement, resté loyal en principe au roi Ferdinand VII, justifièrent leur rébellion par le soupçon que le gouvernement vice-royal projetait de mettre le territoire sous l’autorité de l’infante Charlotte-Joachime de Bourbon, c'est-à-dire du Brésil voisin, les événements servirent aussi d’emblée de signal pour l’entrée en action des secteurs indépendantistes, qui propagèrent la rébellion à La Paz, où se constitua bientôt la dénommée Junta Tuitiva (Junte de défense), à l’issue d’un soulèvement plus radical et plus ouvertement indépendantiste. Une fois cette dernière violemment réprimée par les troupes péruviennes, la junte de Chuquisaca fut finalement dissoute et le mouvement, au terme d’une vaine résistance, durement réprimé à son tour.
Dans l’historiographie hispano-américaine indépendantiste, il est d’usage (abusivement selon certains) de désigner cet événement par Primer Grito Libertario de América (litt. Premier Cri de liberté de l’Amérique), nonobstant que les mobiles des insurgés fussent variés, voire divergents. La révolution de Mai, qui eut lieu quelques mois plus tard à Buenos Aires, si elle prit prétexte à la même problématique institutionnelle que les révolutions de Chuquisaca et de La Paz ― problématique rendue plus aiguë encore, ou plus propice, par l’occupation militaire française de la péninsule Ibérique tout entière ―, fut le véritable déclencheur de la vague indépendantiste en Amérique hispanique.

## Antécédents

### Invasion de l’Espagne par les troupes françaises

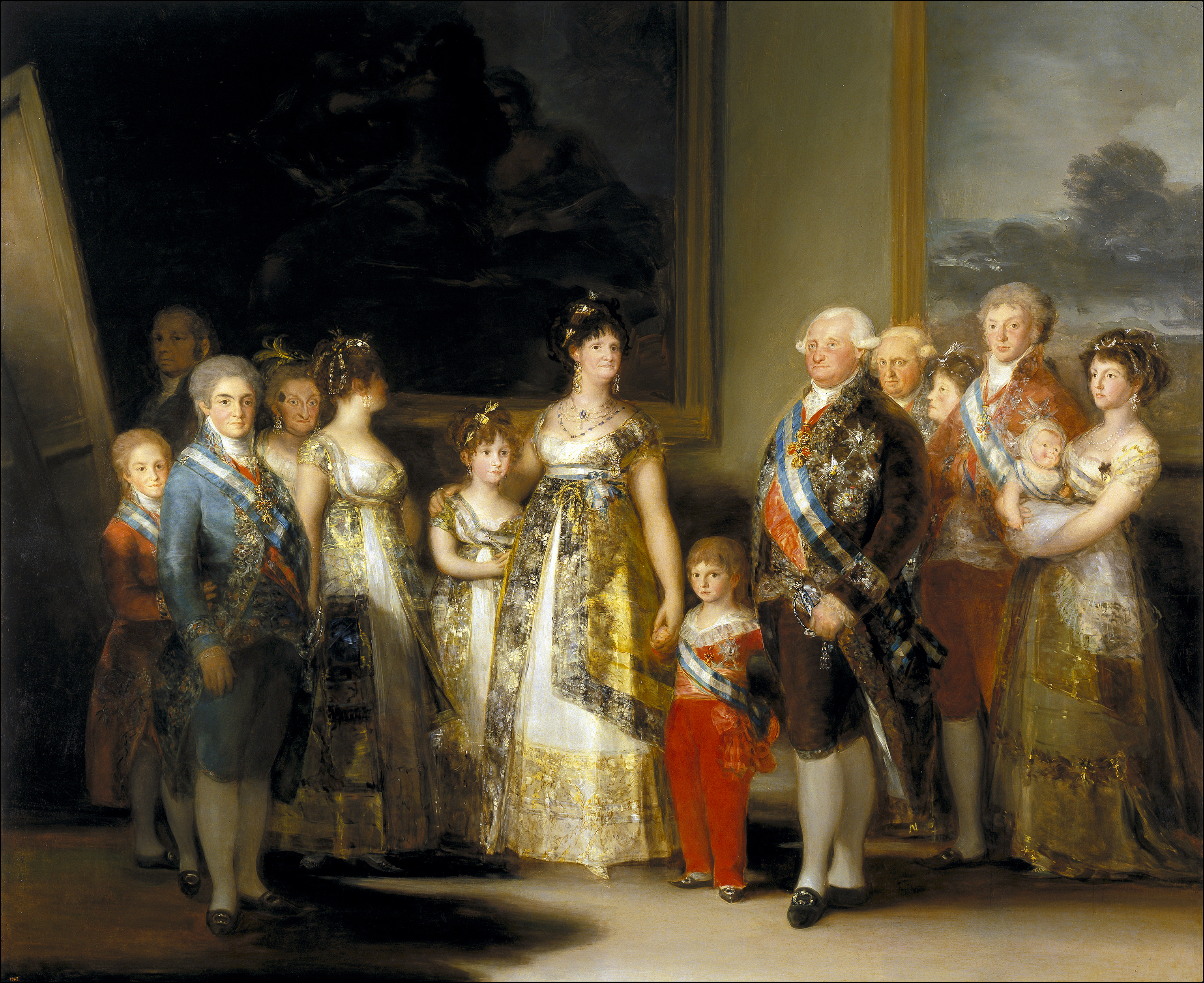
Charles IV et sa famille, par Goya.

Le 18 octobre 1807, les troupes françaises, sous le commandement du général Junot, envahirent l’Espagne, alliée du Premier Empire. L’objectif poursuivi par Napoléon Bonaparte était d’occuper le royaume de Portugal, qui s’opposait à la mise en œuvre du blocus continental contre la Grande-Bretagne.
Le 27 octobre 1807, le ministre espagnol Manuel Godoy signa le traité de Fontainebleau, par lequel l’Espagne s’engageait à soutenir cette offensive. Ce nonobstant, les forces de Junot entreprirent de prendre le contrôle effectif d’une série de villes et de points stratégiques du pays, ce qui motiva la maison royale à se retirer sur Aranjuez, près de Madrid, pour y préparer son émigration vers l’Amérique, à l’instar de la stratégie adoptée par la cour portugaise, laquelle avait, à la suite de l’entrée des troupes françaises dans son pays, décidé de se transporter le 23 novembre 1807 vers le Brésil.
Après que l’on eut appris cette rumeur, se produisit, le 17 mars 1808, la mutinerie d'Aranjuez, qui contraignit Godoy à la démission et Charles IV à abdiquer en faveur de son fils Ferdinand VII. En réaction à ces événements, les Français occupèrent Madrid le 23 mars et Napoléon ordonna le transfert de la famille royale espagnole vers Bayonne.

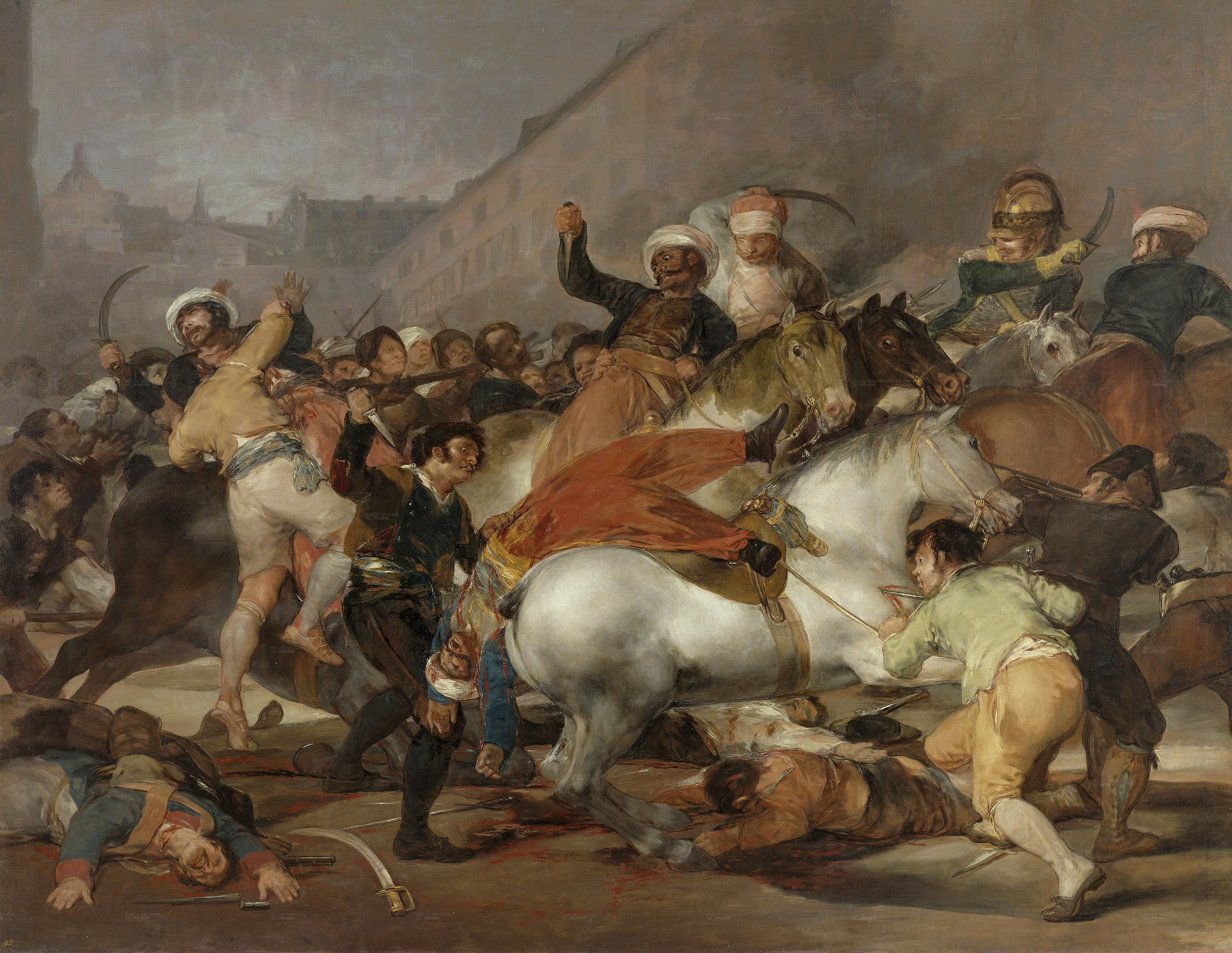
Le deux mai 1808 à Madrid.

Quelques jours après le soulèvement populaire du 2 mai à Madrid, réprimé de façon sanglante, Ferdinand reconnaissait, le 6 mai 1808, lors d’une série d’événements connus sous le nom d’Abdication de Bayonne, son père Charles IV comme roi légitime, en conséquence de quoi — attendu que celui-ci avait cédé ses droits à Napoléon — la couronne revenait désormais à l’Empereur, qui désigna ensuite son frère Joseph Bonaparte roi d’Espagne et des Indes.

### Comités de gouvernement en Espagne
Cependant, ni l’abdication, ni le servilisme dont avait fait preuve le roi Ferdinand, ne suffirent à amener la population à accepter le changement dynastique. Le 25 mai fut constitué le premier comité de gouvernement (junta) à Oviedo, dans les Asturies ; puis à intervalles de quelques jours en surgirent d’autres, provinciales ou locales, à Murcie, Villena, Valence, León, Santander, la Corogne, Ségovie, Valladolid, Logroño, etc.

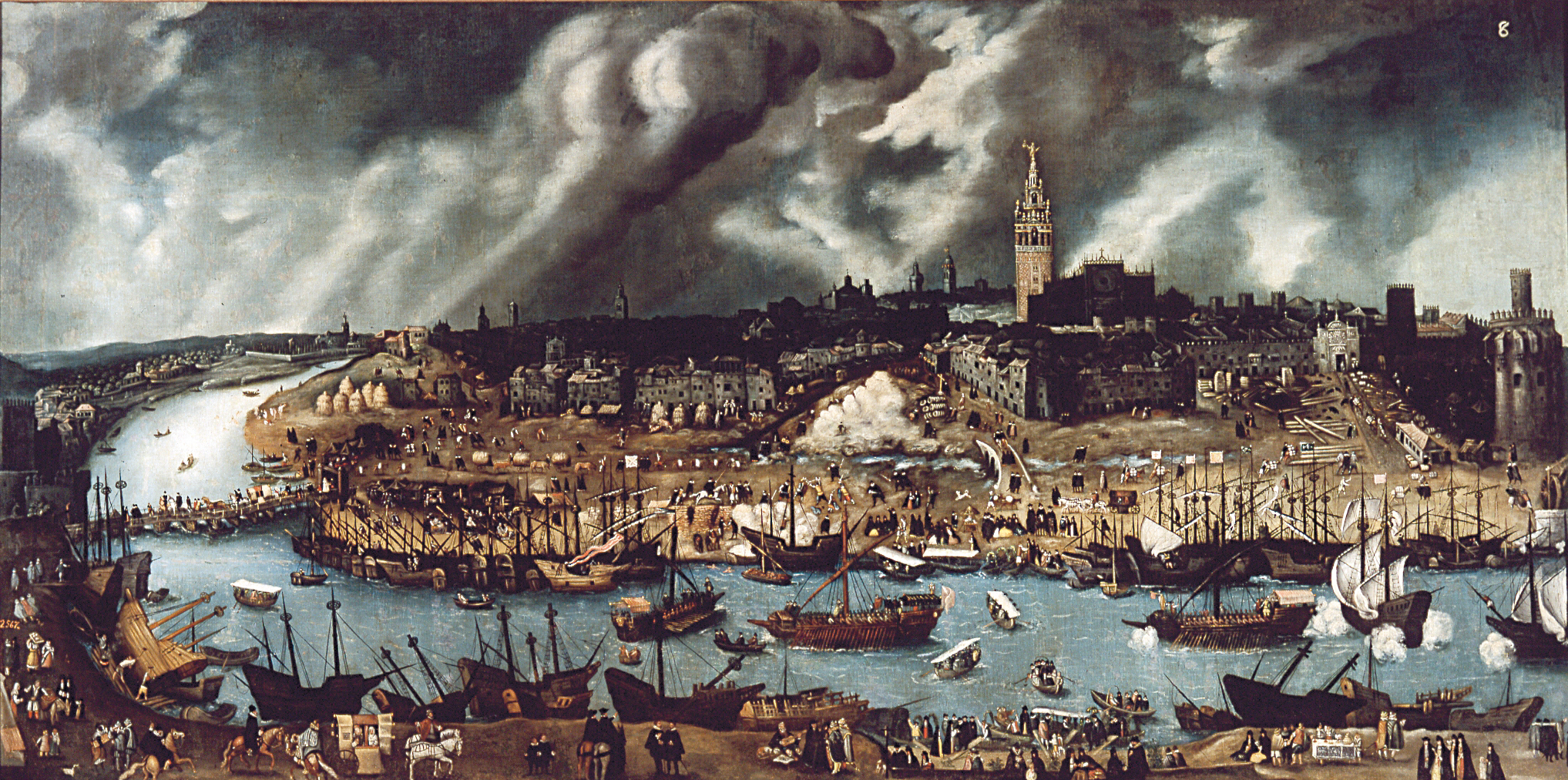
Séville, port des Indes.

Le 27 mai 1808, Séville mit sur pied son propre comité de gouvernement sous le nom de Junta Suprema de España e Indias, qui prétendait, au même titre que les autres, gouverner au nom de Ferdinand VII et préserver les droits de celui-ci au trône d’Espagne, position qui la porta à déclarer la guerre à Napoléon le 17 juin.
C’est dans ce contexte qu’éclata en 1809, d’abord à Chuquisaca, et ensuite dans nombre d’autres villes américaines de l’Empire espagnol, une crise politique, consécutive à la fois à la crise institutionnelle survenue dans la métropole, et aux tensions révolutionnaires qui arrivaient à maturation dans les sociétés coloniales.

## Goyeneche dans le Haut-Pérou

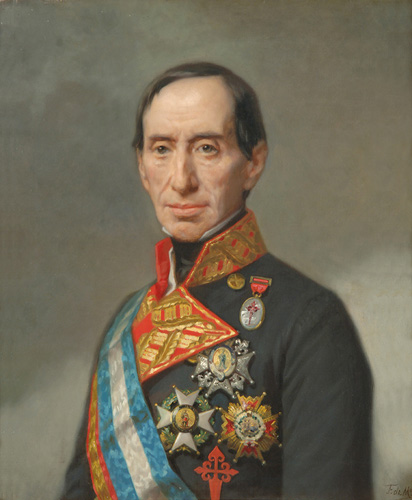
José Manuel de Goyeneche.

Lorsque les troupes de la division française du nord, commandée par Joachim Murat, prirent la ville de Madrid, le 23 mars 1808, le capitaine de milices José Manuel de Goyeneche était de service dans la ville. Il était d’origine américaine, natif d’Arequipa, dans le Bas-Pérou, et descendant d’une famille aisée d’origine européenne : son père, de convictions royalistes, l’avait envoyé se former dans la péninsule, où il se signala entre autres par sa loquacité naturelle et ses dons évidents pour l’intrigue, et surtout par son entregent.
Goyeneche s’approcha de Murat, conseiller de Joseph Bonaparte, et sut gagner sa confiance. L’Empereur souhaitait étendre sa domination sur l’Amérique espagnole à l’effet de priver de marchés ses adversaires et de s’assurer le flux des redevances ; cependant, sans ressources navales susceptibles de réaliser ce dessein, il dépendait totalement de sa capacité à aiguiller vers ce but les loyautés des Américains, soit par l’expédient de maintenir leur allégeance au monarque, quel qu’il fût, soit, si nécessaire, en favorisant le parti de l’indépendance.

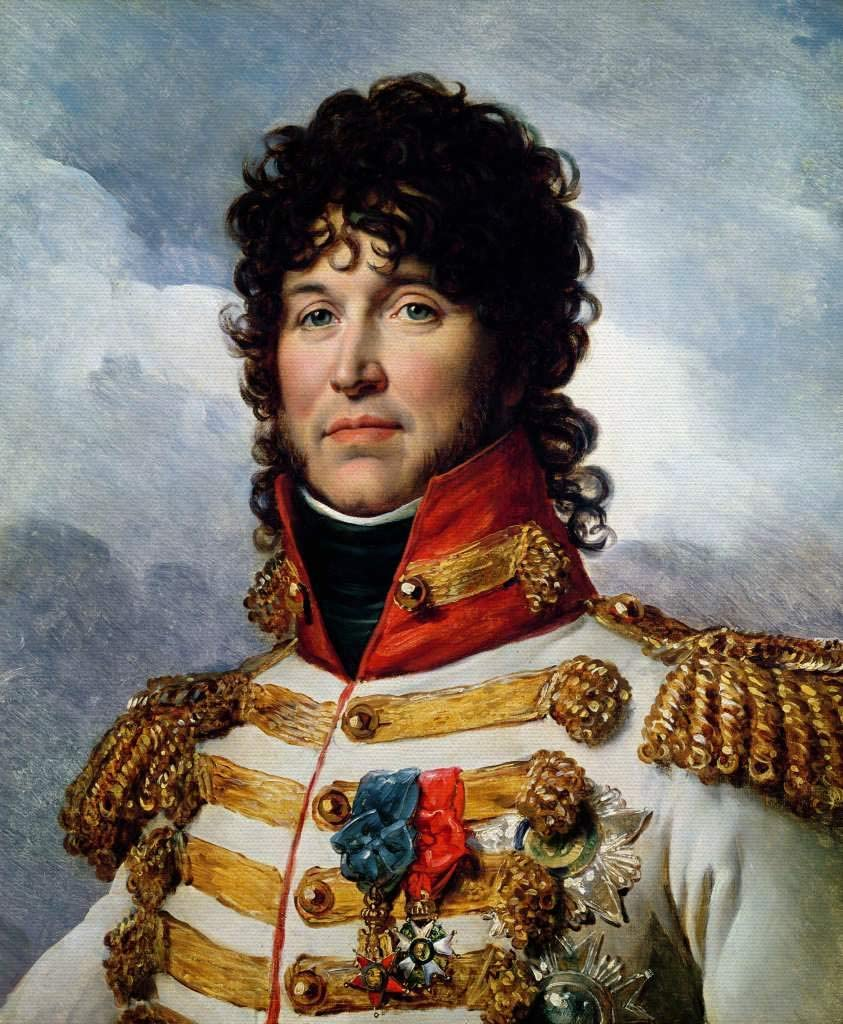
Joachim Murat.

Murat donna alors mission à Goyeneche d’obtenir de la part des gouvernements et peuples d’Amérique du Sud leur soumission à la nouvelle dynastie, et lui fit parvenir les lettres de créance correspondantes.
Alors qu’il se trouvait déjà à Cadix et qu’était prêt le vaisseau battant pavillon français qui devait l’emmener en Amérique, se produisit dans la proche Séville le soulèvement du 27 mai 1808 et la subséquente formation d’une junte de gouvernement.
Fortement compromis aux yeux de ses compatriotes, Goyeneche se rendit à Séville, où il se présenta devant les nouvelles autorités comme un fidèle vassal, victime de sa loyauté à la cause royaliste. Étant donné les circonstances difficiles, il ne lui coûta que peu de convaincre la junte, d’autant moins qu’un des membres de celle-ci, et l’un des plus intrigants, le père Gilito, était un proche ami d’un de ses oncles.
La Junte de Séville ‒ tout en l’élevant, à titre extraordinaire, au rang de brigadier (le bond de capitaine de milices à brigadier de l’armée royale était exceptionnelle, même en les circonstances données) ‒ le nomma son chargé de mission spécial en Amérique, avec l’instruction d’obtenir que Ferdinand VII fût reconnu comme roi dans les vice-royautés du Río de la Plata et du Pérou, et que fussent reconnues les revendications de la Junte de Séville de gouverner au nom du monarque, ce à quoi elle n’avait en réalité aucun titre.
L’ampleur de son mandat était telle qu’il était habilité ‒ prérogative non fondée en droit, mais seulement affirmée par ses mandants ‒ à démettre et à faire incarcérer tout fonctionnaire manifestant quelque opposition que ce fût à Ferdinand VII comme roi légitime d’Espagne, sans avoir considération de ce que l’autorité de ces mêmes fonctionnaires émanait du roi Charles IV, comme cela était le cas notamment des vice-rois. Chargé de ces deux dossiers, Goyeneche revint à Cadix et s’embarqua en compagnie de l’émissaire français de Murat.

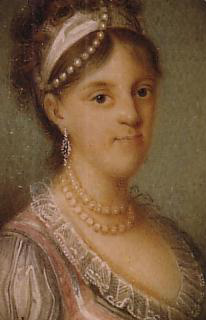
Charlotte-Joachime d'Espagne.

En faisant, sur le trajet pour Buenos Aires, escale à Rio de Janeiro, en août de cette même année, il s’entretint avec l’infante Charlotte Joachime de Bourbon, sœur de Ferdinand VII et reine régente de Portugal au Brésil, qui nourrissait l’ambition de reprendre à son compte les titres de son frère sur les terres américaines. Charlotte remit à Goyeneche des lettres contenant ses prétentions et adressées aux autorités coloniales qu’il se proposait de visiter. Il y était énoncé en particulier :

« Je fais savoir aux loyaux et fidèles sujets du Roi catholique des Espagnes et des Indes, [...] mes très-aimés Parents, frères et sœurs et les autres membres de ma famille royale d’Espagne se trouvant de la sorte privés de leur liberté naturelle sans pouvoir exercer leur autorité ni assurer la défense et la conservation de leurs droits [...] ce pourquoi, me considérant suffisamment autorisée et habilitée à suppléer mon auguste Père et ma famille royale d’Espagne, étant en effet sa représentante la plus proche sur ce continent d’Amérique auprès de ses fídèles et bien-aimés sujets, il m’a paru approprié et opportun de vous adresser ce mien manifeste, par lequel je déclare nulle l’abdication ou démission que monseigneur mon Père le Roi Don Carlos IV et d’autres membres de ma famille royale d’Espagne ont faite en faveur de l’Empereur ou Chef des Français ; à la déclaration duquel doivent adhérer tous les fidèles et loyaux sujets de mon auguste Père, attendu que les représentants de ma royale famille ne se trouvent point libres et indépendants [...]. Également, je vous demande et vous charge le plus instamment de poursuivre, comme jusqu’ici, la droite administration de justice en accord avec les lois, lesquelles vous aurez soin et veillerez qu’elles soient maintenues intactes et restent en vigueur et observance, en prenant soin très particulièrement de la tranquillité publique et de la défense de ces territoires, jusqu’à ce que mon cousin bien-aimé l’infant Don Pedro Carlos ou une autre personne vienne parmi vous pour gérer les affaires du gouvernement de ces territoires durant l’infortunée situation de mes bien-aimés Parents, frères et sœurs et oncle, sans que mes nouvelles dispositions n’altèrent le moindrement ce qui a été disposé et prévu par mes augustes antécesseurs. »

— Missive de Charlotte Joachime de Bourbon, 19 août 1808

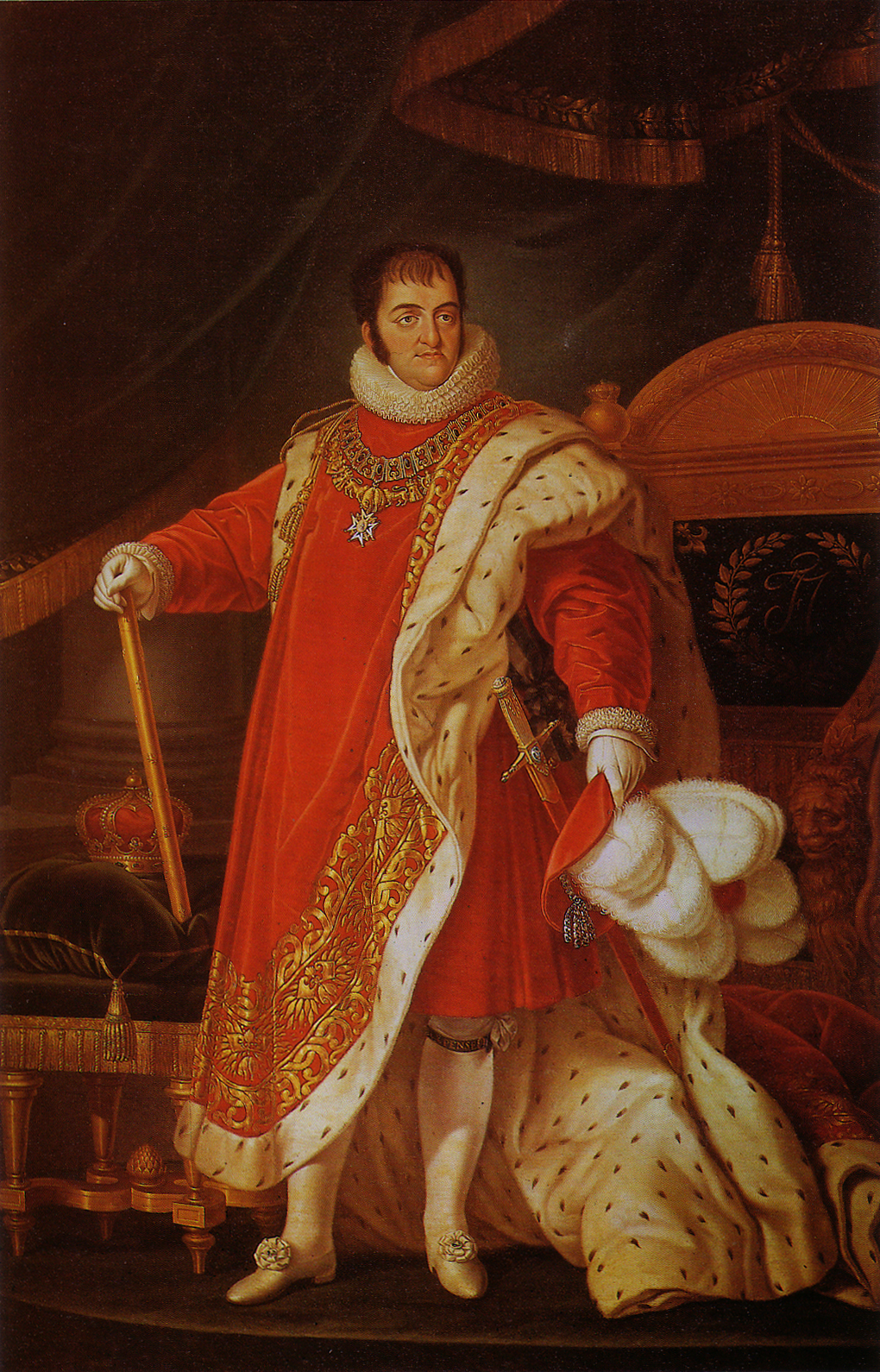
Ferdinand VII d’Espagne.

Goyeneche accepta la mission, sans s’engager autrement — selon ses propres dires — qu’à faire office de messager ; il est probable cependant que son attitude en était une de pur opportunisme, autant que dans les dossiers à lui confiés par Murat et par le conseil de Séville. Une lettre confidentielle que Chalotte écrivit à son secrétaire privé José Presas porte :

« Presas, ces lettres, il me les faut toutes demain, pour les expédier à Cortés et à Cerdán, après-demain, ainsi que les deux lettres pour eux, et aussi celle d’Abascal, afin qu’ils les emportent : que celle de Goyeneche soit bien tournée, et en même temps propice à l’issue favorable de notre affaire. »

— José Presas, Memorias secretas de la infanta Carlota, dans Biblioteca de Mayo, p. 797.
Depuis que les premières nouvelles sur les événements d’Espagne étaient arrivées au Río de la Plata, le gouverneur de Montevideo, Francisco Javier de Elío, avait exacerbé le conflit qui l’opposait à son supérieur, le vice-roi Jacques de Liniers. L’alcade et président du Cabildo de Buenos Aires, Martín de Álzaga, avec l’accord de plusieurs des principaux membres du Cabildo, fit le voyage de Montevideo et y demeura près d’un mois, plaidant en faveur de la constitution d’un comité de gouvernement (junta) en tant que première étape dans la formation d’une junte suprême et la convocation d’un congrès à Buenos Aires.
L’arrivée d’un émissaire de Bonaparte aviva encore le conflit, Elío entrant à présent en franche insubordination et allant jusqu’à appeler Liniers un traître. Néanmoins, le 21 août à Buenos Aires, l’on jura fidélité à Ferdinand VII, et le 2 septembre 1808, la guerre à la France fut déclarée par bans à Buenos Aires.

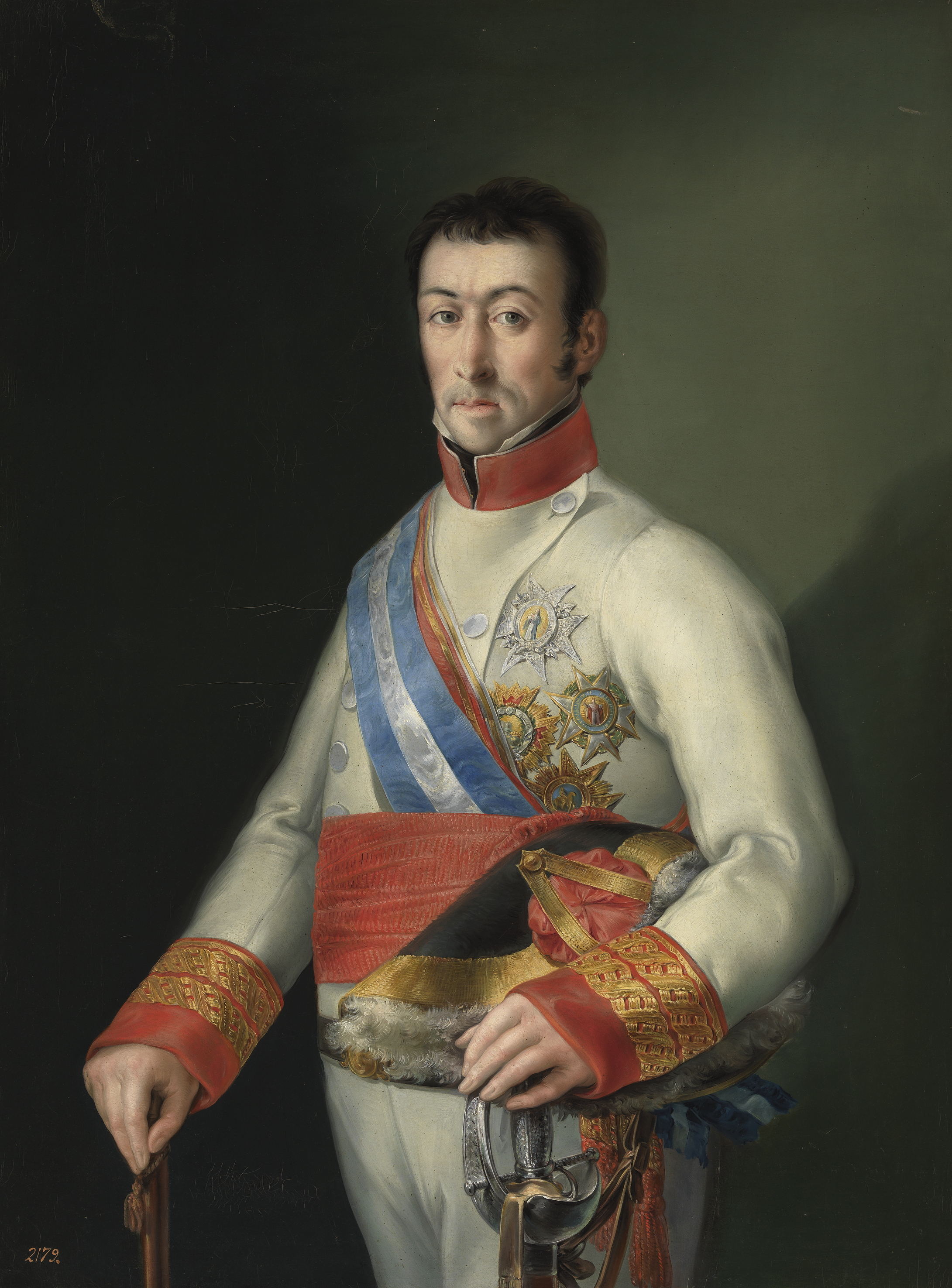
Francisco Javier de Elío.

Le brigadier Goyeneche gagna Montevideo muni de trois plis en rapport avec autant de missions réservées, et à employer selon son intérêt. Il s’accrédita auprès de Francisco Javier de Elío comme le représentant de la Junte de Séville, et l’encouragea dans sa velléité de se rendre indépendant de Buenos Aires et de ne plus reconnaître l’autorité du vice-roi Liniers au motif de ses origines françaises : Lorsqu’il arriva à Montevideo, il applaudit au zèle qu’avaient mis le gouverneur Elío et ses administrés pour former une junte et déclara que sa venue visait à promouvoir la mise en place d’autres [juntes] dans les villes de ce royaume. Sur ce, Goyeneche se rendit à Buenos Aires.
Le 21 septembre 1808 eut lieu le premier mouvement juntiste dans la vice-royauté du Río de la Plata. À Montevideo, un cabildo ouvert décida la constitution d’une junte et nomma le gouverneur Francisco Javier de Elío pour son président, « son audace allant jusqu’à cette extrême d’émettre des ordres incitatifs à l’adresse des provinces de cette vice-royauté afin que celles-ci agissent de même qu’eux, lesquelles provinces ne firent aucun cas de semblables sinistres délibérations, et tout cela à l’effet d’obliger la capitale [Buenos Aires] à déposer monsieur le vice-roi ; mais elles [les autres provinces] signifièrent à ce cabildo qu’elles n’obéiraient à une junte que si elle porte le nom de Suprême, ce qui fut dédaigné. »
Une note de la Real Audiencia de Buenos Aires datée du 27 octobre 1809 portait que « [...] le feu que don Javier Elio alluma à Montevideo se propagea aux provinces intérieures de la vice-royauté. »

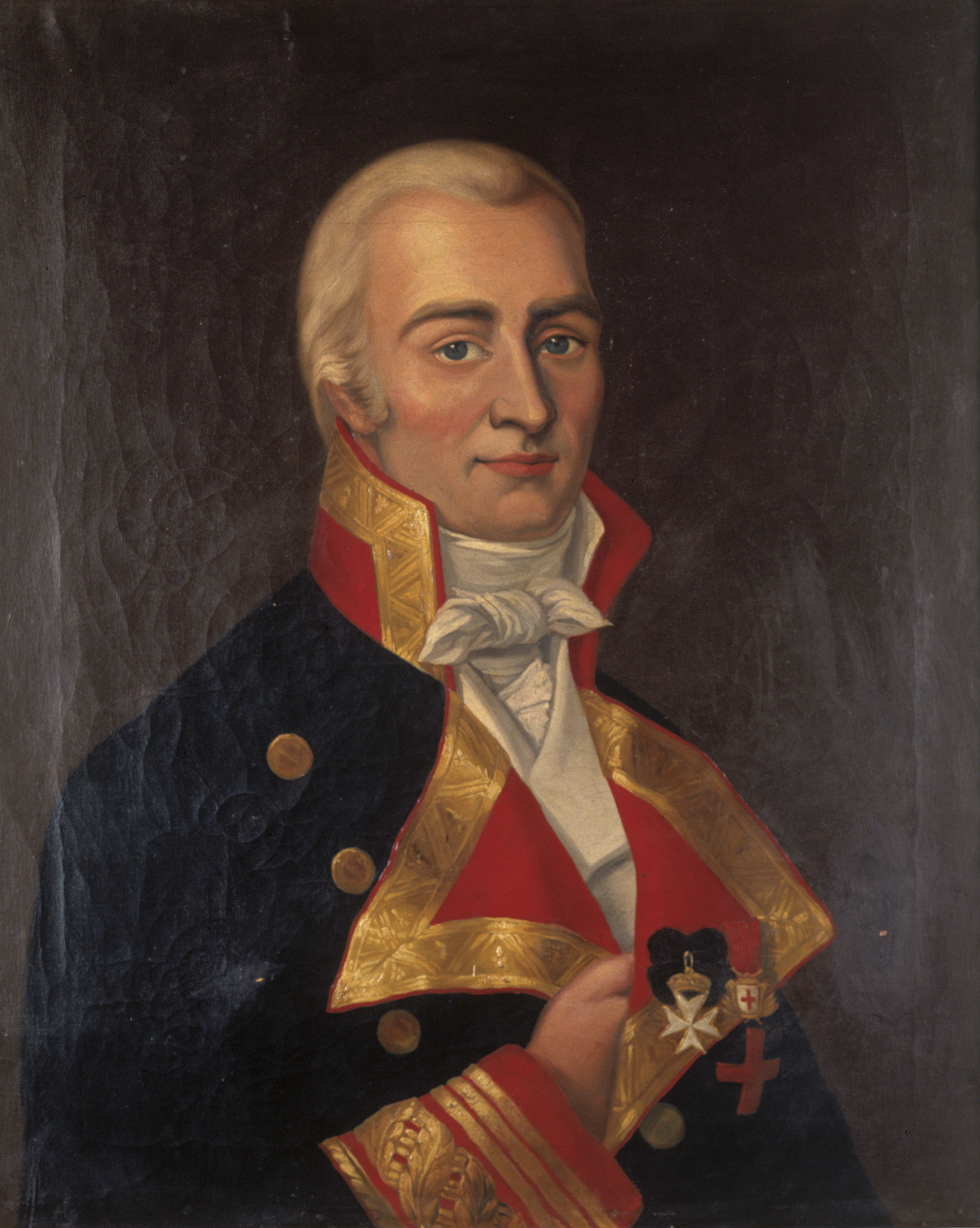
Jacques de Liniers, ou Santiago de Liniers y Bremond, selon l’équivalent de son nom en espagnol.

Arrivé à Buenos Aires, Goyeneche tenta de faire usage des instructions du roi Joseph, mais déconcerté par la fidélité du vice-roi Jacques de Liniers — pourtant né français —, il se mit à se proclamer royaliste pur et défenseur intransigeant de la cause de Ferdinand. Quant à la population, mise au courant de l’existence en Espagne d’unz junte de gouvernement, elle fut nombreuse à reconnaitre comme sien ce nouveau gouvernement en dépit de son illégitimité.
Dans le but de s’assurer les fonds nécessaires à la poursuite de sa mission, Goyeneche n’hésita pas à présent à condamner Elío : « S’étant transporté à Buenos Aires, il adopta un langage différent, et, à l'unisson de Liniers et des auditeurs, de qui il escomptait des fonds et des crédits pour continuer sa mission à Lima, il récrimina contre la conduite du maître de Montevideo et le qualifia de réfractaire. » Ce nonobstant, il engagea des pourparlers avec Álzaga, à qui il laissa entrevoir que le gouvernement péninsulaire verrait avec complaisance que fût destitué tout gouvernement américain sur la loyauté duquel il aurait sujet d’avoir des doutes : « L'on ne cessa point pour autant d’insinuer en privé, parmi les membres du Cabildo, qui étaient déjà alarmés au plus haut point par les manœuvres de Liniers, qu’il serait approprié et très en adéquation avec les idées de la métropole de se séparer en Amérique des mandataires suspects et d’ériger des gouvernements populaires qui veillassent à la sécurité publique. » C’est exactement ce qu’Álzaga désirait entendre pour mener plus avant son projet, lequel débouchera sur le coup de force (avorté) du 1er janvier de l’année suivante.
Finalement, l’intrigant Goyeneche continua sa route et s’achemina vers le Haut-Pérou, avec Lima pour destination. Le doyen Gregorio Funes notera dans son Ensayo histórico de la revolución de América : « Il fut bonapartiste à Madrid, fédéraliste à Séville, à Montevideo aristocrate, à Buenos Aires royaliste pur, et au Pérou tyran ».

## Révolution à Chuquisaca

### Haut-Pérou

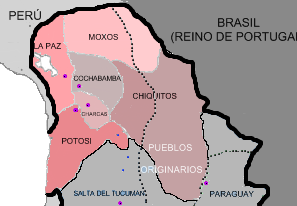
Le Haut-Pérou en 1783.

Le territoire du Haut-Pérou, qui fait aujourd’hui partie intégrante de la Bolivie, se composait de quatre intendances ou provinces et de deux gouvernements politiques militaires. Une des provinces était celle de Chuquisaca, dans le chef-lieu de laquelle, Chuquisaca (appelée aussi La Plata ou Charcas, et actuellement Sucre), l’Audiencia royale de Charcas avait son siège.
L’intendance de Chuquisaca comprenait les partidos de Yamparáez (avec 16 doctrines, c'est-à-dire 16 villages indiens convertis de fraîche date, incluant les paroisses de San Lorenzo et de San Sebastián, sises dans les limites du chef-lieu), Tomina (onze villages), Pilaya et Paspaya (7 doctrines), Oruro (4 villages), Paria (8 villages) et Carangas (6 villages).
Le Haut-Pérou appartint à la vice-royauté du Pérou jusqu’à 1776. Par décret royal du 8 août 1776 portant création de la nouvelle vice-royauté du Río de la Plata, le territoire du Haut-Pérou alla faire partie de ce nouvel ensemble. L’ordonnance royale du 28 janvier 1782 disposait que l’administration en matière de gouvernement, de guerre et de police entrait dans les attributions d’intendants, qui devaient en référer en dernier ressort au vice-roi.

L’actuel département de Chuquisaca.

De la même façon que l’importance de Potosí s’explique par la richesse de son Cerro Rico (litt. Morne riche, car renfermant une grande quantité de minerai d’argent), celle de Chuquisaca était liée à la présence en ses murs de l’Audiencia et de l’université San Francisco Xavier ; celle-ci, réputée à l’époque être l’une des meilleures du monde, attirait des étudiants des vice-royautés de Lima et de Buenos Aires, ce qui valut à la ville le surnom d’« Athènes américaine ».
La ville comptait à l’époque entre 14 000 et 18 000 habitants, dont environ 800 étaient des étudiants et 90 des membres gradués du corps professoral de l’université.
Ainsi l’activité économique de la ville s’appuyait-elle sur les appointements des auditeurs, des employés des tribunaux et des administrations, sur les frais de justice, sur l’université, sur la participation à des manifestations publiques littéraires et constitutionnelles, sur les rentes ecclésiastiques, etc.

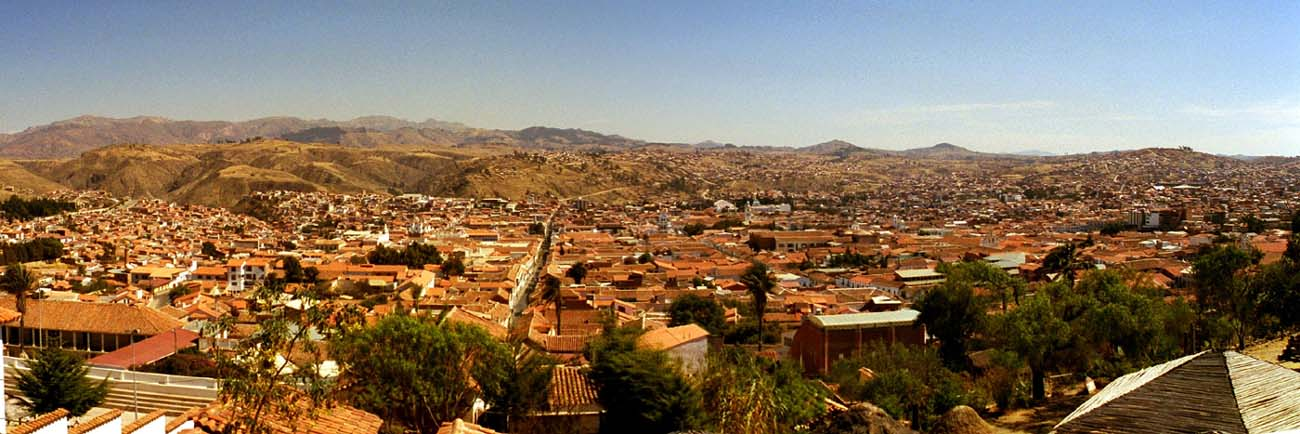
Vue sur Sucre (anciennement Chuquisaca).

Depuis longtemps existaient de fortes dissensions entre le président de Charcas, Ramón García de León y Pizarro, et la Real Audiencia, ainsi qu’entre l’archevêque de Charcas Benito María Moxó y Francolí et le cabildo ecclésiastique, dissensions induites en bonne partie par la convoitise et l’ambition, et qui avaient gagné en ampleur par l’état d’anarchie et de désordre dans lequel se trouvait alors l’Espagne.
Pour faire aboutir ses objectifs, il n'était pas inhabituel que l'un ou l'autre de ces rivaux invoquât l’aide du peuple : dans l’une des pasquinades qui circulèrent en 1808 à Chuquisaca, il était demandé au peuple de donner son appui au clergé opprimé, le libelle concerné se concluant par l’exclamation de « Vive ! Vive la liberté ! ».

### Début du conflit
Les nouvelles d’Espagne étaient parvenues également dans le Haut-Pérou et, dans ses Accords des 18 et 23 septembre, la Real Audiencia de Charcas s’opposa à la reconnaissance de la Junte de Séville et de Goyeneche comme commissionné légitime, « compte tenu qu’existent d’autres juntes provinciales indépendantes de celle de Séville ».
Ce que l’on apprit sur l’entrevue de Goyeneche avec Charlotte du Brésil mit la population en alarme. Vers le milieu du XVIIIe siècle, la province de Chiquitos, dans les plaines à l’est de Chuquisaca (dans l’extrême est de la Bolivie actuelle), avait été frappée par les incursions de bandeirantes brésiliens, qui s’étaient employés ensuite à déporter la population aborigène pour la mettre en esclavage, souvenir qui réveilla la méfiance dans la population de la ville.
Le 24 septembre, l’archevêque de Charcas, Benito María Moxó y Francolí, donna ordre, sous peine d’excommunication, de reconnaître la Junte de Séville et le représentant de celle-ci, Goyeneche. L’Accord royal du 23 septembre eut pour effet de tracer, quant à l’acceptation ou non de la Junte de Séville, une ligne de démarcation nette entre les auditeurs d’une côté, et le vice-roi, le président Ramón Garcia de León y Pizarro et l’archevêque Moxó y Francolí de l’autre.
Début novembre, Goyeneche fut reçu en grande pompe à Chuquisaca, mais l’Audiencia campa ferme sur sa position, défiant ainsi également l’autorité du vice-roi Liniers, qui avait lui aussi accepté l’autorité de la Junte de Séville. Goyeneche en arriva à menacer de faire arrêter le régent, ce qui provoqua une manifestation publique. La présentation des documents de l’infante Charlotte et le décès de l’auditeur Antonio Boero, par suite des discussions, aggravèrent la situation : 

« La Junte de Séville fut reconnue non seulement sans contradiction, mais encore avec allégresse, et dans toute la vice-royauté, seul un magistrat âgé et respectable, le régent de Charcas, s’enhardit à censurer la légèreté et l’impropriété de cet acte : sa singulière fermeté lui coûta fort cher, car il mourut de suffocation à la suite des insultes que lui lança Goyeneche en passant par cette ville. »

### Intervention de l’université
Le président Pizarro emporta les pièces de Charlotte à l’université et les soumit au Collège des docteurs (Claustro), sollicitant leur avis. Le Collège, se tenant à la position de son président, le Dr. Manuel de Zudáñez, non seulement rejeta les termes de l’ordre de la sœur de Ferdinand VII, mais encore qualifia dans ses accords de subversive la communication de l’infante : en effet, ayant prêté serment à Ferdinand VII comme roi d’Espagne et des Indes, le fait de méconnaître ce droit et d’affirmer que son père avait été contraint de céder la couronne à Ferdinand par suite d’un soulèvement à Aranjuez, provoqué dans ce but, ne pouvait être considéré autrement que comme une trahison.
Les principales observations du Collège de docteurs relativement aux « intentions et visées irrégulières et injustes de la Cour de Portugal à l’encontre des droits sacrés et inviolables de notre Auguste Maître et Seigneur naturel, Ferdinand Septième » s’énonçaient comme suit : 

« Attendu que, reconnaissant et prêtant serment à l’unique et légitime monarque d’Espagne et des Indes, le seigneur Ferdinand Septième, en vertu de l’abdication, préméditée, légale et spontanée, qu’en faveur de celui-ci fit de la Couronne le seigneur Don Carlos, alors qu’il se trouvait dans le site royal d’Aranjuez, le 19 mars de l’année passée 1808, ce que nul Espagnol ni Américain ne peut mettre en doute sans être vu et traité comme crime de haute trahison, il déconcerte et surprend que sa seigneurie la Princesse du Brésil, madame Charlotte Joachime, dans le susdésigné manifeste adressé à nos provinces, attribue une abdication aussi solennelle et légitime à un soulèvement ou tumulte suscité à la cour de Madrid pour obliger le seigneur Don Carlos Quatrième à abdiquer la couronne : proposition subversive, qui suscite la noble indignation et horreur des dignes sujets de Ferdinand Septième.

Attendu que l’inique détention de la personne sacrée de notre auguste Ferdinand Septième en France n’empêche pas que ses sujets des deux hémisphères reconnaissent inflexiblement sa souveraine autorité, adorent sa personne, observent les lois, obéissent aux autorités, aux tribunaux et aux chefs militaires qui les gouvernent dans la paix et la quiétude, et surtout à la Junte centrale établie dernièrement, qui commande au nom de Ferdinand Septième, sans que l’Amérique n’ait besoin qu’une puissance étrangère, comme la dame Princesse Charlotte Joachime, prenne les rênes du Gouvernement au prétexte de se considérer « suffisamment autorisée et obligée à remplir la suppléance de son auguste Père Don Carlos Quatrième (qui a déjà cessé d’être Roi) et de la Famille royale d’Espagne séjournant en Europe », expressions de son manifeste. »

— Réplique de l’université de Chuquisaca, AHN Cons. Leg. 21392.85 f. 76.
L’université, non contente d’exprimer son opinion, s’enhardit à ordonner la politique à suivre : 

« En conséquence de quoi, réfléchissant sur les pernicieux effets que peuvent amener, au détriment de la souveraineté et de la tranquillité publique, les susmentionnés papiers de la dame Princesse du Brésil, ils mandèrent et ordonnèrent qu’il ne soit pas répondu à la susdite dame Princesse Charlotte Joachime. »

Le collège de professeurs récusait les droits de l’infante Charlotte également en vertu de la loi salique, sanctionnée en 1713 par Philippe V, laquelle excluait les femmes de la succession monarchique. Sur ce point cependant, Benito María Moxó et Pedro Vicente Cañete, auditeur honoraire et assesseur de l’intendant de Potosí, assuraient qu’il avait été dérogé à la Pragmatique Sanction par la Pragmatique Sanction de 1789, adoptée par les Cortès de Madrid, à la requête de Charles IV. Quoique cet argument soit exact, cette dernière résolution de 1789 n’était pas officiellement connue à l’époque, y compris dans l’université, étant donné qu’au même moment Charles IV avait donné des ordres tendant à ce que la résolution gardât un caractère réservé. Elle restait ignorée même de la Junte centrale, qui, face à l’affirmation en ce sens de l’ambassadeur de Portugal, dut s’assurer de sa véracité en convoquant deux personnes qui avaient participé en tant que procureurs auxdites Cortès de Madrid,.
Les affirmations de Moxó et de Cañete, loin d’enlever tous ses arguments à l’opposition, au contraire suscitèrent davantage de méfiance encore, comme l’on supposait que la dérogation inconnue ainsi révélée au jour n’était qu’un prétexte pour donner une apparence de légitimité à l’usurpation.
Le document final de l’université, rédigé par le Dr. Jaime de Zudáñez, fut, après approbation et signature par l’ensemble des docteurs, remis par le recteur au gouverneur et directement transmis au vice-roi. Liniers, voyant qu’y apparaissaient, en référence à personne de moins que l’Infante, des mots tels que « trahison », donna ordre que les documents fussent effacés et détruits, à la suite de quoi García de León y Pizarro disposa que le livre contenant les actes ainsi que tout document y afférent fût écarté et que le clerc de gouvernement en arrachât les feuilles et les détruisît.

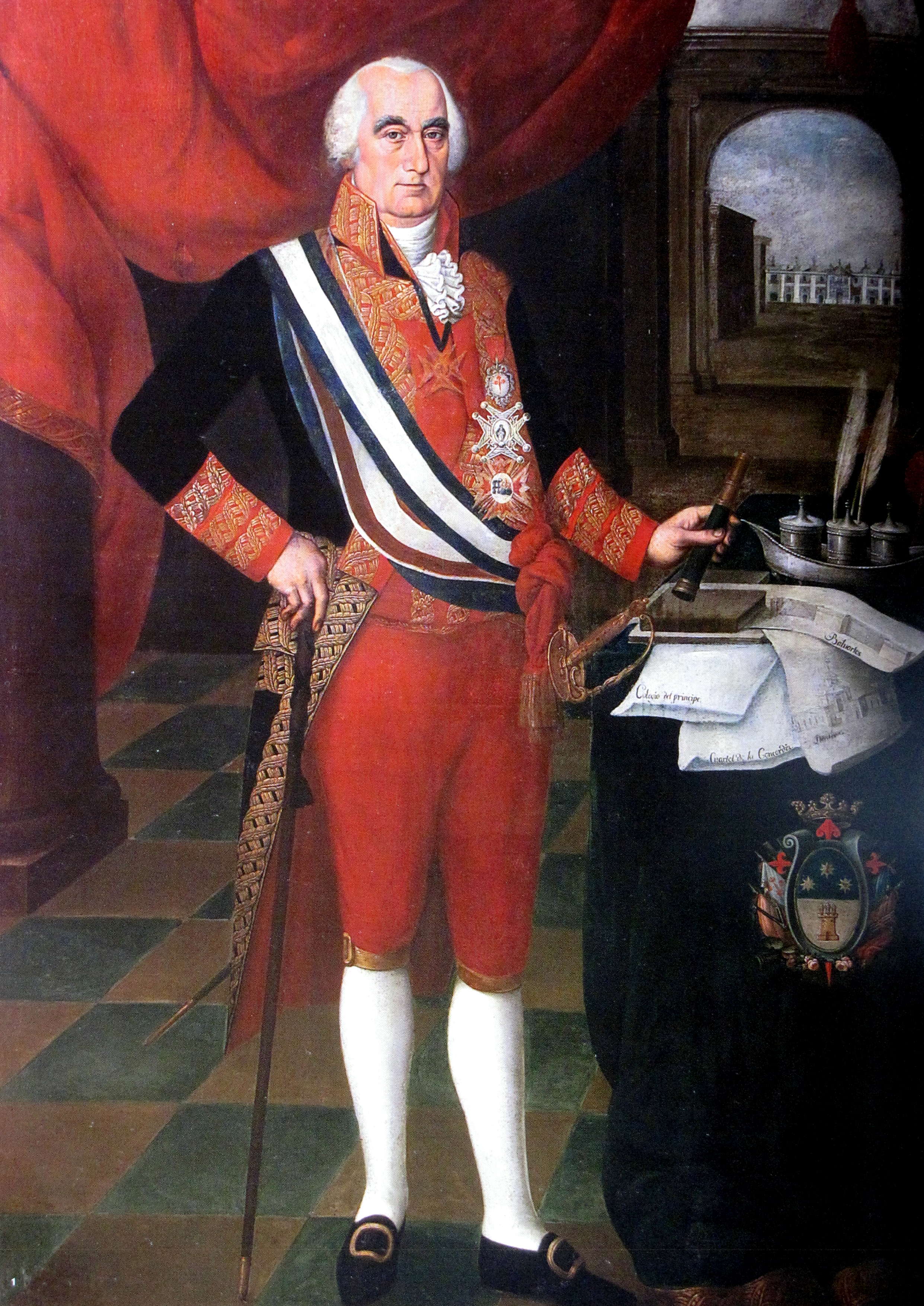
José Fernando de Abascal.

Durant son séjour à Chuquisaca, Goyeneche s’entretint à plusieurs reprises avec Pizarro et avec l’archevêque de Charcas, Benito María Moxó y Francolí. Tous deux avaient eu auparavant des différends avec respectivement les auditeurs de la Real Audiencia et le cabildo ecclésiastique. Il est impossible de savoir si lors de ces rencontres, toujours confidentielles, se trama la dévolution de la vice-royauté à la princesse Charlotte, mais il est probable, à en juger par la conduite antérieure et ultérieure de ces personnalités, qu’il n’y fut question que de la manière dont chacun saurait conserver son poste en attendant la suite des événements dans la Péninsule.
Les diligences de Goyeneche n’étaient guère appelées à durer, car la Real Audiencia et son président Ramón García de León y Pizarro reconnurent l’autorité de la Junte péninsulaire, et les communications de l’infante Charlotte devinrent de simples formalités que l’on transmettait, avant que le plénipotentiaire ne poursuivît son chemin pour Lima, où le vice-roi du Pérou, José Fernando de Abascal, le confirma dans le grade de brigadier et lui accorda à titre provisoire la présidence de la Real Audiencia de Cuzco.

### Événements de Buenos Aires

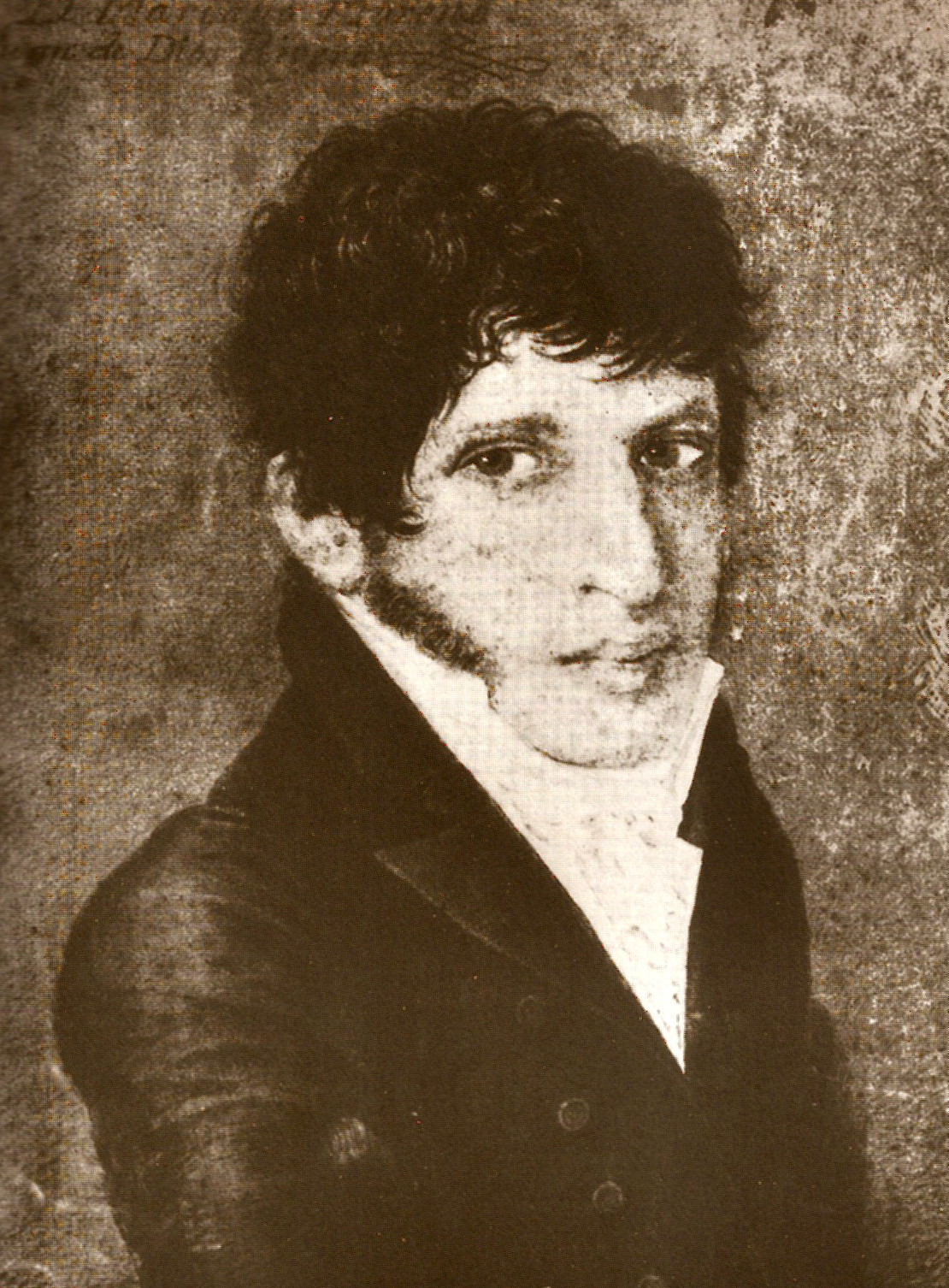
Mariano Moreno.

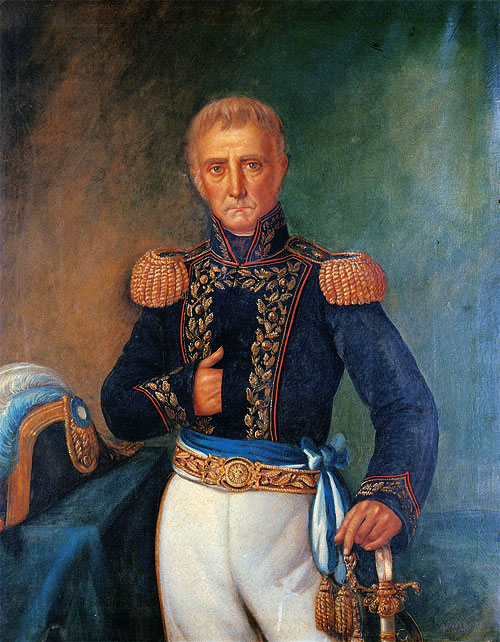
Cornelio Saavedra.

Le 1er janvier 1809, alors que les nouvelles autorités du Cabildo de Buenos Aires devaient entrer en fonction, se produisit le soulèvement connu sous le nom de mutinerie d'Álzaga (en esp. asonada ou motín de Álzaga) . Bien que ses participants fussent en majorité des Espagnols de naissance, nombre de criollos, comme Mariano Moreno, l’appuyaient. Une partie des milices espagnoles soutenaient aussi la rébellion : les tercios (corps d’armée) de Galiciens, de Biscayens et les miñones de Catalogne. Cependant, les milices criollas, emmenées par Cornelio Saavedra, et le tercio des Andalous donnèrent leur appui à Liniers, par quoi le mouvement avorta. Álzaga et les autres meneurs firent l’objet d’une mesure de proscription en direction de Carmen de Patagones et les corps militaires insurgés furent dissous.
Le troisième mouvement aurait lieu dans les provinces d’en haut, dans le Haut-Pérou : à Charcas, le 25 mai, et à La Paz, le 16 juillet, et de là se propagerait à Quito, le 10 août, avec l’installation de la Première Junte de Gouvernement autonome de Quito, à la suite du soulèvement de la Real Audiencia de Quito.
Les faits survenus à Buenos Aires en janvier 1809 n’étaient pas étrangers à ceux de Chuquisaca. D’une part, l’assesseur de l’intendant Pedro Vicente Cañete, haï par les auditeurs propriétaires, écrivit le 25 janvier la Charte consultative apologétique en soutenant Liniers. D’autre part et parallèlement, les partisans d’Álzaga entretenaient des contacts avec les commerçants du Haut-Pérou, en particulier de Potosí. Beaucoup parmi les étudiants étaient originaires du Río de la Plata, et quasiment tous les diplômés de la capitale Buenos Aires avaient fait leurs études à Chuquisaca et y étaient en rapport, dans une mesure plus ou moins grande, avec les milieux indépendantistes. Tel était le cas de Mariano Moreno, qui était considéré par ces derniers comme leur véritable mandataire.

### Mai 1809

#### Arrestation de Zudáñez
La révocation décidée par le vice-roi Liniers de l’ordre d’expulsion de Cañete édicté par l’Audiencia, et la diffusion d’une rumeur selon laquelle le président Pizarro aurait mis les auditeurs en détention exacerbèrent la situation.

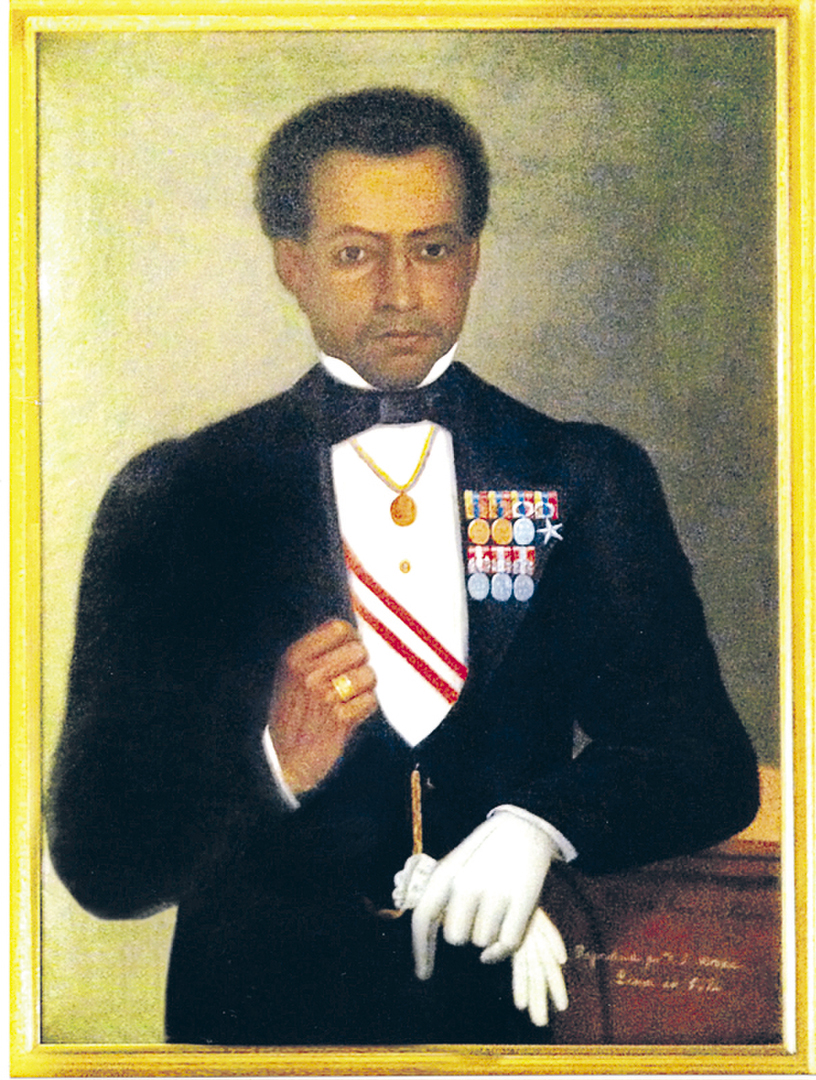
Bernardo de Monteagudo.

Pamphlets et pasquinades anonymes circulaient, certains rédigés à Charcas même, la plupart accusant les gouvernants de charlottisme, mais, dans quelques cas, ) tendance révolutionnaire plus ou moins marquée. Le plus important parmi les écrits qui circulaient pendant ces journées est le célèbre Diálogo entre Atahualpa y Fernando VII en los Campos Elíseos ('Dialogue entre Atahualpa et Ferdinand VII dans les Champs Élysées'), écrit par l’avocat républicain Bernardo de Monteagudo, diplômé de 1808 — texte se clôturant par les paroles suivantes :

« Habitants du Pérou : si, dénaturalisés et insensibles, vous avez contemplé jusqu’à ce jour avec une apparente tranquillité et sérénité la désolation et l’infortune de votre malheureuse Patrie, réveillez-vous enfin de votre pesante léthargie, dans laquelle vous êtes restés submergés. Que disparaisse la pénible et funeste nuit de l’usurpation, et que se lève, lumineux et clair, le jour de la liberté. Brisez les terribles chaînes de la servitude et commencez à jouir des délicieux enchantements de l’indépendance.

Convainquez-vous, insiste Atahualpa, de ce que les Espagnols ont été des violateurs sacrilèges des droits sacrés et inviolables de la vie, de la liberté de l’homme. Avisez-vous comment, envieux et courroucés de ce que la nature a prodigué autant de richesses à leur Amérique, tout en les refusant au sol espagnol, ils l’ont foulé de toutes parts. Reconnaissez, enfin, que votre trône se trouvait, en ce qui touche aux Amériques, appuyé sur l’injustice et était le siège même de l’iniquité. »

— Bernardo de Monteagudo,  Dialogue entre Atahualpa et Ferdinand VII dans les Champs Élysées.
Le 16 mai, l’avocat et échevin du Cabildo, Manuel Zudáñez, persuada les membres du Cabildo que sa détention était imminente, à la suite de quoi ils sollicitèrent auprès de l’Audiencia protection pour leurs personnes ; l’Audiencia entreprit alors de faire les vérifications officielles et projeta l’emprisonnement du président García Pizarro. Le 20 mai, Manuel de Zudáñez Ramirez apprit la destruction des documents portant la résolution du collège professoral contre les prétentions de Charlotte Joachime et dénonça aussitôt l’attitude du président. Tous ces faits portèrent les opposants à donner créance à la possible remise du pouvoir à Charlotte et entraînèrent la rupture des relations entre le gouverneur et le Collège professoral, l’université, le Tribunal, le Cabildo et l’opinion publique.
Le 23 mai, le président Ramón García de León y Pizarro, anticipant les événements, voulut prendre des mesures préventives et sollicita le gouverneur-intendant de Potosí, Francisco de Paula Sanz, de mobiliser ses troupes vers Chuquisaca, car :

« [...] tous les signaux indiquent qu’ils essaient de me retirer mon commandement (...) et de répudier l’autorité du gouvernement supérieur. »

#### Prise du Palais
Dans la nuit du 24 mai 1809, l’Audiencia organisa des patrouilles conduites par les échevins pour éviter des détentions, pendant qu’elle préparait un document, rédigé par López de Andreu, requérant la démission du président. Le 25 mai, le père Félix Bonet, provincial dominicain, conjointement avec le capitaine Santiesteban, prévinrent Pizarro de la conspiration et des accords secrets qui avaient été conclus quelques jours auparavant.
Ramón García de León y Pizarro renforça de 25 hommes la garde du palais, envoya son fils Agapito à Potosí, porteur d’une lettre réservée à l’adresse du gouverneur Francisco de Paula Sanz, et convoqua pour 15h00 environ les avocats Esteban Gascón et José Eugenio Portillo, qu’il instruisit de la réunion nocturne tenue par les auditeurs où sa suspension fut décidée. Le Président requit les avocats susnommés à lui servir d’assesseurs lors de la mise en détention des auditeurs José Vicente Ussoz y Mozi et José Vásquez de Ballesteros, du procureur Miguel López Andreu, des membres du Cabildo civil, Manuel de Zudáñez et Domingo Aníbarro, et de l’avocat Jaime de Zudáñez, défenseur des pauvres.
À 6 heures du soir, García de León y Pizarro émit l’ordre d’emprisonner les conjurés, à l’effet de quoi se mirent en route six commissionnés accompagnés de gardes. La nouvelle cependant se répandit vite et les personnes visées par les arrestations se mirent à l’abri où ils purent. On ne retrouva, dans leurs logis respectifs, ni les auditeurs Váquez Ballesteros et Ussoz y Mozi, ni le procureur Andreu, qui assistaient en effet à une réunion au domicile du doyen José de la Iglesia ; ensuite Vásquez Ballesteros se réfugia dans un recoin dudit domicile, Ussoz y Mozi se transporta au couvent San Felipe Neri, et López Andreu s’enfuit hors de la ville.
Ainsi, ne put être détenu que le seul Jaime de Zudáñez, qu’une commission dirigée par l’officier Pedro Usúa transféra, armes braquées sur lui, à la caserne des vétérans. Le cortège étant suivi à peu de mètres de distance par la sœur de Zudáñez, laquelle demandait à grands cris de l’aide pour son frère, une foule se constitua peu à peu, raison pour laquelle Zudáñez fut transféré à la prison de la Cour (ainsi dénommée car se trouvant dans le bâtiment qui servait à la Real Audiencia et qu’habitait le président), devant laquelle la population commença maintenant à se rassembler et réclamer à cris l’intervention de l’archevêque, qui eut un entretien avec Ramón García de León y Pizarro.
Pendant que la population bombardait de pierres le bâtiment, Ramón García de León y Pizarro consentit à libérer Jaime de Zudáñez, qu’il considérait du reste comme le moins important des conjurés, et lui demanda de calmer la foule. Zudáñez sortit en compagnie de l’archevêque et du comte de San Javier y Casa Laredo par une porte dérobée, compte tenu que les jets de pierres se poursuivaient, mais, après avoir été aperçu, fut porté en triomphe comme un héros.
Après que fut connue la nouvelle de la détention de Zudáñez et que l’on se fut aperçu de la disparition d’autres personnes, que l’on supposait également incarcérées, un grand nombre de citadins se mobilisa et se rassembla en tumulte sur la Grand’Place. Se signalèrent en particulier Bernardo de Monteagudo et d’autres défenseurs des idées républicaines, qui répétaient le slogan « Que meure le mauvais gouvernement, vive le roi Ferdinand VII ! », tout en exigeant la libération des détenus et la démission de García de León y Pizarro.
Pour convoquer le peuple, l’on entreprit de sonner le tocsin dans les églises principales de la ville : Juan Manuel Lemoine força, sabre au clair, la résistance des frères du Temple Saint-François et réussit à monter jusqu’à la cloche, qu’il fit sonner jusqu’à la fêler, en souvenir de quoi celle-ci est depuis lors dénommée Cloche de la Liberté, tandis que le Français Joseph Sivilat et un serviteur de Jaime de Zudáñez faisaient de même dans la cathédrale. À la volée des cloches, davantage de gens encore affluèrent, et Mariano Michel Mercado, escopette en main, envoya les jeunes gens sonner les cloches des églises restantes.
Les gens que le sous-délégué de Yamparáez, le colonel Juan Antonio Álvarez de Arenales, avait postés aux alentours de la ville envahirent les rues, pendant que les chefs du mouvement se réunissaient une nouvelle fois au domicile de José de la Iglesia, où il fut résolu d’envoyer une note au président Ramón García de León y Pizarro exigeant la remise de l’armement présent dans sa résidence. Ce fut Arenales lui-même, assisté de l’alcade Antonio Paredes et du père Polanco, qui alla réclamer auprès du président la cession de ces armes, et, devant son refus, l’auditeur Ballesteros se rendit sur les lieux pour accompagner la requête, unique façon de calmer le tumulte.

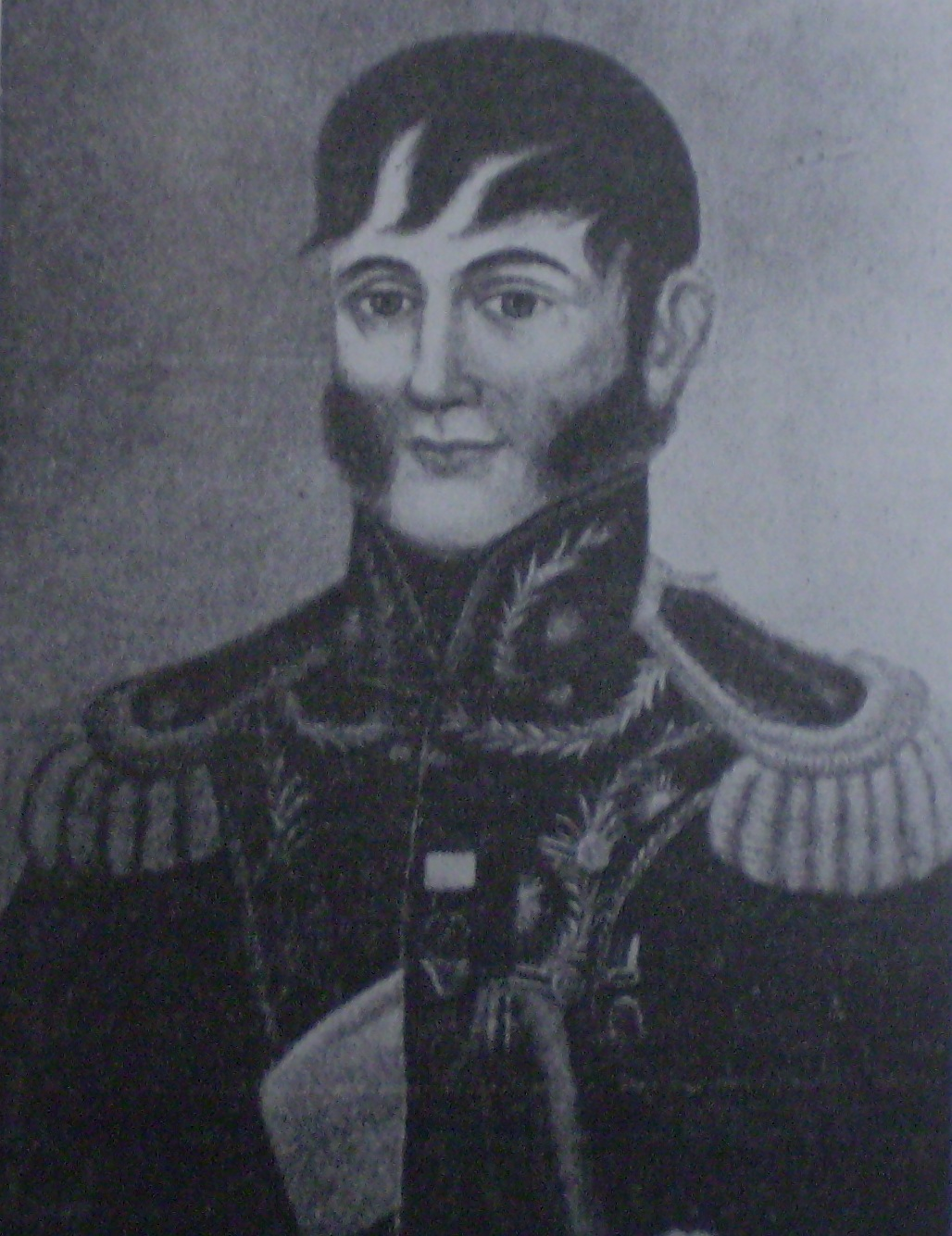
Juan Antonio Álvarez de Arenales.

Entre-temps, la population insurgée, au sein de laquelle se détachaient Zudáñez, Lemoine, Malavía, Monteagudo, Toro, Miranda, Sivilat, etc., s’excitait de plus en plus, pour beaucoup sous l’effet de la situation et pour quelques autres par l’action de l’eau-de-vie que, mêlée à la poudre, on leur distribuait.
Le président ordonna alors d’ouvrir la porte principale et laissa les insurgés s’emparer des canons demandés ; cependant, alors qu'on procédait à la remise des fusils, les manifestants envahirent l’enceinte du palais de gouvernement, amenant la garde à tirer en l’air, à quoi il fut riposté par des tirs d’artillerie,.
Les conjurés rédigèrent un message à l’attention du Président, exigeant la passation immédiate du commandement politique et militaire. Ramón García de León y Pizarro rejeta cette requête et proposa une réunion pour le lendemain 26 mai, afin d’examiner le problème. Les auditeurs cependant insistèrent, afin d'éviter de « funestes événements ». Devant un nouveau refus, une troisième requête fut envoyée, tandis qu’entre-temps le peuple réussit à abattre, par deux tirs de canon, la porte dérobée de la résidence. Finalement, au moment où les groupes entraient par l’ouverture, les messagers surgirent brandissant l’acte de démission ; il était alors trois heures du matin.
Pour défendre son président, le marquis Ramón Garcia de León y Pizarro, il n’y eut que son garde, l’officier chargé de la caserne, Manuel Yañez, originaire de Chuquisaca, qui en effet n’avait pas donné la permission à ses soldats de sortir à la rue.
García de León y Pizarro se rendit aux auditeurs, et fut mis en détention dans l’université. Le 26 au matin, l’Audiencia assumait le pouvoir en tant qu’Audiencia Gobernadora (litt. Audiencia gouvernante), et nomma Álvarez de Arenales commandant général et le doyen de l’Audiencia, José de la Iglesia, gouverneur de Charcas. Le président passa en jugement pour trahison à la patrie ; la garnison fut désarmée et les armes ainsi saisies furent mises à la disposition du peuple. Seuls furent démis de leurs fonctions le président Ramón García de León y Pizarro et le commandant du bataillon de milices, Ramón García.
Álvarez de Arenales organisa la défense en mettant sur pied les milices de Chuquisaca et de Yamparáez, composées de neuf compagnies d’infanterie, réparties selon les professions de leurs membres respectifs :
I. Infanterie (sous les ordres de Joaquín Lemoine), II. Académiciens (Manuel de Zudáñez), III. Argentiers (Juan Manuel Lemoine), IV. Tisserands (Pedro Carbajal), V. Tailleurs (Toribio Salinas), VI. Chapeliers (Manuel de Entre Ambas Aguas), VII. Cordonniers (Miguel Monteagudo), VIII. Peintres (Diego Ruiz) et IX. Divers métiers (Manuel Corcuera). Furent formés en outre trois corps de cavalerie légère sous le commandement de Manuel de Sotomayor, Mariano Guzmán et Nicolás de Larrazabal, un corps d’artillerie sous les ordres de Jaime de Zudáñez, et un bataillon de mulâtres et de noirs.

#### En quête de soutien
Le 9 juillet, le gouverneur de Potosí, Francisco de Paula Sanz, reçut une communication du vice-roi Liniers datée du 18 juin 1809 :

« [...] qu’à Salta, Tomina et dans cette ville se tiennent prêts, pourvus de munitions, dans chacun de ces parages, deux-cents hommes de vos milices, lesquelles, sous le commandement de Don José Francisco Tineo, de Don Diego de Velasco, et de Don Indalecio Gonzalez de Socasa, et jointes aux compagnies de vétérans présentes dans ladite ville, se mettent toutes à la disposition de Votre Seigneurie, qu’Elle prenne le commandement par intérim et supplée à la Présidence de Charcas, pour que Votre Seigneurie, ayant rassemblé cette force armée, maintienne la tranquillité et le calme intérieur de ces provinces, impose le respect de l’autorité royale, et calme tout trouble public qui existe ou pourrait survenir, quel qu’il soit [...] »

— Lettre du vice-roi Liniers au gouverneur Paula Sanz du 18 juin 1809
Dans le même sens, il fut ordonné à Pizarro de « réunir une force compétente à Potosí pour maintenir le calme public et le respect aux autorités », et d’autre part d’obéir à l’Audiencia pour autant que celle-ci n’allât pas à l’encontre du gouvernement supérieur. Paula Sanz, se portant au secours du président, se mit en mouvement vers Chuquisaca avec ses troupes, mais, arrivé dans les environs immédiats de Chuquisaca, se vit ordonner par l’Audiencia de reculer vers Potosí avec ses forces, et obtempéra après concertation.

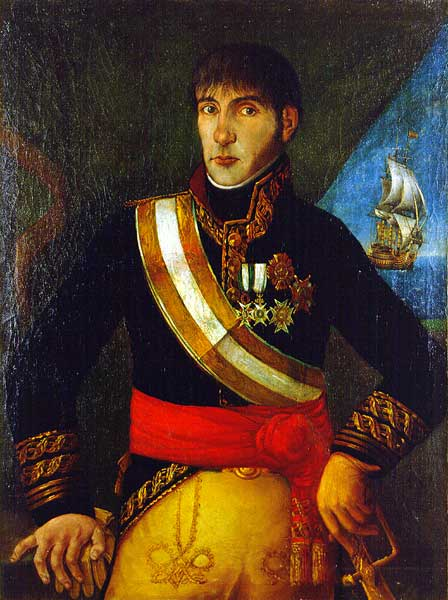
Baltasar Hidalgo de Cisneros.

Les membres de la junte de gouvernement cherchèrent et obtinrent l’appui d’Elío dans la Bande orientale. À Colonia del Sacramento se trouvait le nouveau vice-roi Baltasar Hidalgo de Cisneros, qui approuvait en principe la conduite observée par l’Audiencia de Charcas et ordonna à l’intendant de Potosí de coopérer dans la suite.
Jusqu’à ce moment-là, et selon la perception que l’on en avait à cette époque, du moins dans le Río de la Plata, y compris dans le chef de beaucoup de ses protagonistes, le mouvement de Chuquisaca ne visait pas l’indépendance, mais était au contraire animé par une adhésion aveugle à la cause du roi Ferdinand et par le rejet de l’ennemi traditionnel, le Portugal, et de la politique des charlottistes. Ce nonobstant, un certain nombre d’étudiants et de citoyens de Chuquisaca aspiraient quant à eux à avancer vers l’indépendance ; parmi eux figurent Antonio Paredes, Mariano Michel, José Benito Alzérreca, José Manuel Mercado, Álvarez de Arenales, Manuel Victorio García Lanza et Bernardo de Monteagudo. Avec cet objectif dissimulé, l’on envoya des émissaires vers différentes villes : sous couleur de vouloir affirmer leur loyauté envers Ferdinand VII et d’exécuter des missions confiées par l’Audiencia, ils avaient pour mission réelle d’attiser les sentiments indépendantistes parmi les habitants des autres villes.
Les commissionnés formaient une société secrète, connue sous le nom de Société des Indépendants de Chuquisaca.
Prirent d’abord le départ, à destination de Cochabamba, Mariano « malaco » Michel et Tomás Alzérreca, puis José Benito Alzérreca et Justo María Pulido. Vers La Paz furent dépêchés d’abord Gregorio Jiménez et Manuel Toro, mais ceux-ci échouèrent dans leur mission, en raison de quoi l’on résolut d’envoyer Michel accompagné de son frère, l’abbé Juan Manuel Mercado, et du maire provincial de Cuzco, Antonio Paredes. À Sicasica, sur le chemin de La Paz, José Antonio Medina se joignit à eux. Paredes poursuivit ensuite son chemin jusqu’à Cuzco. Bernardo Monteagudo fut envoyé à Potosí et à Tupiza, avec le mandat d’encourager le soulèvement, d’intercepter le courrier royaliste entre Buenos Aires et Lima, et, quand le mouvement aurait triomphé, de continuer jusqu’à Buenos Aires. Joaquín Lemoine et Eustaquio Moldes prirent le chemin de Santa Cruz de la Sierra, et l’on désigna Teodoro Sánchez de Bustamante comme émissaire pour San Salvador de Jujuy, José Mariano Serrano pour Salta, Mariano Sánchez de Loria pour Tucumán, et l’ancien étudiant Mariano Moreno pour Buenos Aires,.

#### La Paz
Le poste de gouverneur de la Paz était occupé à titre intérimaire (à la suite de la mort de l’intendant Antonio Burgundo de Juan) par le Dr. Tadeo Dávila, que l’on soupçonnait, sur la base de faits survenus en 1805, de nourrir des sympathies révolutionnaires, à l’instar de son prédécesseur. Un chroniqueur affirmait :

« Ces machinateurs (les patriotes de la Paz) se composaient dans leur majeure partie de membres du club du sieur Dávila, à qui ils apportaient des ragots à répétition, calomniant sans égards les habitants les plus honorables, et lui faisant comprendre que ceux-ci mettaient sur pied des comités afin de porter au pouvoir le sieur Prada ; et quoique rien de tout cela n’arrivât, c’était là la seule préoccupation du sieur Dávila.

Ils voyaient les événements de Chuquisaca comme modèle de ce qui devait se produire dans cette ville (la Paz) ; ils voyaient immédiatement la flamme, et le vent épais et réchauffé de l’atmosphère incendié embarrassait leur respiration : il n’y avait que le chef que rien ne perturbait, et l’on ne pouvait rien lui dire, car, méprisant tout, il ne résolvait rien.

Le peuple ainsi rendu étourdi, les comploteurs ne rencontrèrent aucune opposition à leur dessein ; ils continuaient avec zèle au sein de leurs comités et entrèrent en effervescence avec l’arrivée de l’émissaire, le Dr. Mariano Michel, envoyé par l’Audiencia de Chuquisaca, et doté d’un mandat royal les habilitant à se saisir de plusieurs personnes qui s’étaient échappées dans la nuit du 26 mai. »

— Cité dans La guerra de los 15 años en el Alto Perú de Ramón Muñoz.
Michel, outrepassant sa mission officielle, incitait à la révolution. Il amena à La Paz le document intitulé Proclama de la ciudad de La Plata a los valerosos habitantes de La Paz ('Proclamation de la ville de La Plata aux valeureux habitants de La Paz'), qui allait devenir fameux sous le nom de Proclamation de la Junte protectrice de La Paz :

« Nous avons jusqu’ici toléré une sorte d’exil au sein de notre Patrie. Pendant plus de trois siècles, nous avons regardé avec indifférence notre primitive liberté être soumise au despotisme et à la tyrannie d’un usurpateur injuste qui, nous dégradant hors de l’espèce humaine, nous a fait passer pour des sauvages et nous a regardés comme des esclaves ; nous avons gardé un silence assez analogue à la stupidité que nous a attribuée l’inculte Espagnol. 

Il est temps donc de secouer le joug, funeste pour notre bonheur autant qu’il est favorable à l’orgueil national de l’Espagnol ; il est temps d’organiser un nouveau système de gouvernement fondé sur les intérêts de notre Patrie, hautement déprimée par la politique de Madrid ; il est temps enfin, de lever l’étendard de la liberté dans ces colonies disgraciées, acquises sans le moindre titre et conservées avec la plus grande injustice et tyrannie. 

Valeureux habitants de La Paz et de tout l’empire du Pérou, menez à bien vos projets ; mettez à profit les circonstances où nous nous trouvons ; ne regardez pas avec dédain le bonheur de notre sol ; ne perdez jamais de vue l’union qui doit régner en tous afin d’être heureux désormais, autant que nous étions malheureux jusqu’à maintenant »

La mission fut un succès, et Michel retourna à Chuquisaca au bout d’un mois. Le 12 juillet, les indépendantistes se réunirent au domicile de Juan Antonio Figueroa et convinrent de frapper le coup définitif le 16 juillet, en profitant de la circonstance que la troupe recevrait son congé à l’issue de la procession de Notre-Dame du Mont-Carmel, laquelle est en Bolivie l’une des plus solennelles. Mariano Graneros y Melchor Jiménez furent chargés de sonder l’attitude des soldats du bataillon.
Les principaux conjurés étaient Pedro Domingo Murillo, Melchor Giménez (alias el Pichitanga), Mariano Graneros (alias el Chaya-tegeta) et Juan Pedro de Indaburu. À la date prévue, le bataillon de milices, commandé par le chef en second Juan Pedro de Indaburu, s’empara de la caserne de vétérans, tandis que la population se précipitait vers la place. Le gouverneur Dávila fut mis en detention par les révolutionnaires et destitué par un Cabildo ouvert organisé le soir même, en même temps que l’évêque Remigio de la Santa y Ortega, les alcades ordinaires, les sous-délégués et tous les fonctionnaires placés par le roi. Toutes les dettes contractées au crédit du fisc furent annulées ce même jour, et dans la matinée du 20 l’ordre fut donné de brûler sur la grand’place, à la vue de tous, les documents et papiers y relatifs,.
Le peuple demanda et obtint la démission du prélat ainsi que celle du gouverneur Dávila, proclama Murillo chef des armes, nomination agréée ensuite par disposition du Cabildo. Cette décision, qui d’une certaine manière frustrait les espoirs d’Indaburu, entraînera, ainsi que nous le verrons ci-dessous, de fatales conséquences et sera à l’origine d’événements désastreux.
Une junte de gouvernement indépendantiste fut formée, dénommée Junta Tuitiva (litt. Junte protectrice ou de défense), présidée par le colonel Pedro Domingo Murillo, tandis qu’était nommé secrétaire Sebastián Aparicio, greffier Juan Manuel Cáceres, et qu’étaient désignés membres de la junte le Dr. Gregorio Garcia Lanza, le Dr. Melchor León de la Barra (curé de Caquiavire), José Antonio Medina (Tucuman, curé de Sicasica), le prêtre Juan Manuel Mercado (de Chuquisaca), le Dr. Juan Basilio Catácora et le Dr. Juan de la Cruz Monje y Ortega. Par la suite furent nommés les membres suppléants et des citoyens agrégés : Sebastián Arrieta (trésorier), le Dr. Antonio Avila, Francisco Diego Palacios et José María Santos Rubio (commerçants), Buenaventura Bueno (maître de latin) et Francisco X. Iturres Patiño (sous-chantre).
Murillo fut élevé au grade de colonel et de chef militaire de la province, et Indaburu à celui de lieutenant-colonel, subordonné au premier. Cette décision s’appuyait d’un côté sur la popularité de Murillo, mais de l’autre également sur une méfiance vis-à-vis d’Indaburu, considéré comme un homme ambitieux, dominateur et impétueux.

#### Potosí

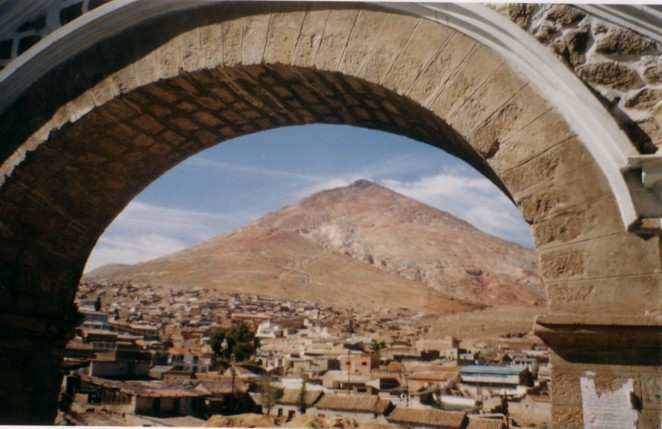
La montagne argentifère Cerro Rico à Potosí, vue à travers l’arc de Cobija.

Alors qu’à La Paz, le mouvement trouvait un écho favorable et se radicalisait, dans la ville de Potosí au contraire, Francisco de Paula Sanz sut agir avec rapidité et décision. Après avoir refusé de reconnaître l’Audiencia de Charcas et la Junta Tuitiva de La Paz, il cantonna le bataillon de milices, qu’il plaça sous le commandement du colonel Indalecio González de Socasa, et écarta les officiers américains pour les remplacer par des européens. Comme les chefs du bataillon d’Azogueros (amalgameurs) se manifestèrent en faveur des évolutions survenant à Chuquisaca, Sanz ordonna aussi de se saisir du colonel Pedro Antonio Ascarate et du lieutenant-colonel Diego de Barrenechea, et de procéder à l’arrestation du sous-lieutenant Joaquín de la Quintana, de l’essayeur de la banque Salvador Matos, de quatre frères répondant au patronyme de Nogales, et du greffier Toro, entre autres citoyens.
Pendant qu’il adoptait ces mesures, Sanz sollicita des renforts de la part du vice-roi du Pérou José Fernando de Abascal y Sousa, futur marquis de la Concordia. Abascal, redoutant que le mouvement révolutionnaire, qui atteignait ses propres frontières, ne se propageât aux provinces de Puno, d’Arequipa et de Cuzco, où le souvenir de la révolte de Túpac Amaru II était encore vivace, résolut de ne pas attendre les décisions de Buenos Aires et de commencer aussitôt à lever une armée et à réprimer la rébellion. À cet effet, il nomma le président de la Real Audiencia de Cuzco, José Manuel de Goyeneche, général en chef de l’armée expéditionnaire, donnant ordre au colonel Juan Ramírez, gouverneur de Puno, de se mettre sous ses ordres avec les troupes sous son commandement, et disposant dans le même sens à l’égard des troupes d’Arequipa. Afin de se ménager une caution légale pour ce qui équivalait dans les faits à l’invasion d’une autre juridiction en l’absence de toute habilitation, il requit Goyeneche, tout en prenant toutes dispositions en vue de la mobilisation, d’offrir ses troupes au nouveau vice-roi du Río de la Plata Baltasar Hidalgo de Cisneros, lequel les accepta le 21 septembre.

#### La répression
Goyeneche se hâta d’accepter la mission qui lui était confiée et se mit immédiatement en marche pour le río Desaguadero, qui formait la limite entre les deux vice-royautés.
Les troupes qu’emmenait Goyeneche pour combattre l’insurrection de La Paz comprenaient 5 000 hommes, bien armés et approvisionnés, venant de Cuzco, Arequipa et Puno, alors que les révolutionnaires ne disposaient que de 800 fusils de mauvaise qualité et de 11 pièces d’artillerie en tout aussi mauvais état.
Devant la menace, le Cabildo ouvert de La Paz décida, le 12 septembre, sur les instances des patriotes José Gabriel Castro, Landaeta, Cossio, Arias et Ordoñez, de déclarer la guerre à la province de Puno et d’ordonner au sergent-major Juan Bautista Sagárnaga d’avancer vers le Desaguadero. L’expédition se mit en mouvement le 24 septembre, la ville ne gardant que dix compagnies.
Lorsque l’avant-garde de Goyeneche, comptant cent hommes et deux pièces d’artillerie, sous les ordres du colonel Fermín Piérola, parvint au pont sur le Desaguadero, celui-ci était déjà occupé par une petite force des révolutionnaires de la Paz, qui, inexpérimentés et mal équipés, ne purent résister à l’artillerie ennemie et durent se replier sur La Paz, cédant la position aux envahisseurs.
Jusqu’à la mi-octobre, Goyeneche s’attacha à discipliner son armée et établit son campement général à Zepita, d’où il fit mouvement le 13 du même mois en direction de La Paz.
Un chroniqueur royaliste relate :

« Goyeneche fit, avant d’attaquer, des propositions pacifiques, qui furent repoussées avec hauteur.

Les plus engagés s’efforçaient toujours de soutenir que la mutinerie du 16 juillet était le résultat de la fidélité, du zèle et de l’honneur de cette population, poussée par la méfiance que lui inspirait la secrète intelligence que l’on supposait avoir décelée entre la cour de Rio de Janeiro et les chefs supérieurs de la vice-royauté de Buenos Aires. C’est dans ce sens que la mairie elle-même de La Paz avait écrit au marquis de la Concordia, lui assurant en outre pouvoir produire des preuves irréfragables de ce que des troupes portugaises se concentraient aux confins du Mato Grosso et sur d’autres points de la frontière de Mojos, de la présence incognito de l’infant don Antonio dans la ville de Buenos Aires, de l’arraisonnement de la frégate espagnole Prueba, des insultes proférées à l’endroit de Pascual Ruiz Huidobro, et de courriers à répétition envoyés du Brésil à la capitale de la vice-royauté. »

— García Cambá, Memoria para la historia de las armas españolas en América.
À Buenos Aires, « lorsque parvint au mois de juin la nouvelle du premier mouvement de la ville de La Plata [...], Liniers [...] se prononça contre ce mouvement, le qualifiant d’attentat scandaleux dans le message qu’il adressa à la cour d’Espagne le 10 juillet suivant ». Ce nonobstant, Liniers suspendit l’envoi de troupes au motif qu’il avait été instruit que son successeur, le nouveau vice-roi désigné par la Junte centrale, Cisneros, venait de débarquer à Montevideo. Ce dernier, se méfiant de Liniers et du parti criollo, rejoignit Buenos Aires le 29 juillet et se montrait très morose.
Cisneros plaça le maréchal Vicente Nieto à la tête du corps expéditionnaire, et nomma pour son second le capitaine de frégate José de Córdoba y Rojas.
Le corps expéditionnaire était en état de faire mouvement à la mi-août, mais le 11 septembre fut entreprise une importante réforme des milices tendant à réduire le fort déficit et à affaiblir les forces criollas (principalement patriciennes et de hussards), et peu de jours plus tard, le 24 septembre 1809, « attendu que la ville de La Paz, dans le Pérou, province dépendante de la présente vice-royauté, a formé une Junte suprême, dénommée Junta tuitiva del Alto Perú, qui refuse d’obéir à la présente autorité », les premières troupes, une compagnie d’infanterie et une autre de dragons vétérans, se mirent en marche.
Le 4 octobre 1809, le contingent principal, sous le commandement du maréchal Vicente Nieto, désigné comme nouveau président de l’Audiencia de Charcas, prit le départ :

« Le maréchal passa l’inspection de son armée sur la grand’place de la capitale, armée composée de deux compagnies de patriciens, une d’Arribeños, une de Cantabres et une autre d’Andalous, un piquet de marins et trois piquets de vétérans du contingent, artilleurs et hussards du roi, composant une force de 400 à 500 hommes, avec faculté de l’augmenter dans les villages traversés [...] mit ses forces en mouvement en trois divisions, qui quittèrent la capitale à intervalles de plusieurs jours, lui-même marchant à l’avant-garde. »

— Ignacio Núñez, Noticias históricas de la República Argentina, dans Biblioteca de Mayo, p. 402.
Cependant, vu la lenteur de sa prise de décision, la répression fut laissée aux soins de Goyeneche :

« Ce n’est pas la disposition prise par Cisneros et le choix de Vicente Nieto qui furent mauvais, car tendant à apaiser les innovations de La Paz, Haut-Pérou, ce qui fut mauvais est le calme de Cisneros, qui, fraîchement nommé fin février, venait d’arriver début juillet à Montevideo et perdit tout le mois dans cette ville et à Colonia en précautions, de sorte qu’il ne donna ses ordres que tardivement, tandis que le finaud Goyeneche avait quant à lui fait avancer son affaire, en exploitant en aventurier les craintes d’Abascal, et, s’autorisant de celui-ci, pharisiennement et brutalement, sans avoir titre à s’immiscer dans une juridiction et territoire totalement séparés, ensanglanta son propre pays ou patrie, la livrant à la canaille, sans même chercher à maintenir les apparences, comme il le laissa voir à Madrid, Séville, Montevideo, Buenos Aires, partout où il était apparu en importun. »

— Domingo Matheu, Autobiografía, incise 126, dans Biblioteca de Mayo, p. 2285/6.
Devant la pression de Goyeneche, la Junta Tuitiva de la Paz décida de se dissoudre et de transférer à son président Morillo le commandement politique et militaire. Murillo ne disposait que d’un millier hommes et se posta, pour éviter les désertions, avec le gros des troupes dans la banlieue de la ville, dans la localité de Chacaltaya, sur les hauteurs de La Paz, laissant Indaburu dans la ville avec une compagnie. Le 18 octobre, Indaburu, s’étant entendu avec un émissaire de Goyeneche, trahit le mouvement. Il fit arrêter les dirigeants révolutionnaires qui se trouvaient dans la ville, parmi lesquels les patriotes Jiménez, Medina, Orrantia, Cossio, Rodríguez, Iriarte et Zegarra, et le lendemain fit exécuter Pedro Rodríguez, condamné par un conseil composé de l’alcade Diez de Medina, de l’aide de camp de Goyeneche, Miguel Carrazas, d’Indaburu lui-même et de l’assesseur Baltasar Aquiza.
José Gabriel Castro, qui se tenait sur les hauteurs de La Paz, reçut la nouvelle de la trahison par José Manuel Bravo et, après avoir rassemblé rapidement une force de 250 hommes, descendit sur la ville, attaqua la tranchée de la rue du Commerce, où se concentrait la résistance, et fit mettre à mort Indaburu.
Les dissensions et affrontements entre les rebelles mirent à mal leur capacité de résistance :

« Ses auteurs [de la révolution de La Paz], quelque bien intentionnés qu’ils fussent en se lançant dans une entreprise si périlleuse, se divisèrent sur leurs intérêts, et occupèrent le temps ― qu’ils devaient employer à organiser les forces pour la mener à bien et la faire embrasser dans les villages limitrophes ― à de nouvelles discussions mesquines, qui la firent avorter misérablement. À La Paz, celles-ci prirent un caractère tellement sanglant et féroce que les différents caudillos qui se disputèrent alternativement le commandement, le faisaient à vive force et au moyen de luttes intestines, lors desquelles ils se démoralisèrent entièrement et s’affaiblirent de sorte à ne pouvoir résister avec quelque probabilité aux forces qui déjà se pressaient de façon accélérée pour les battre. »

— Dámaso de Uriburu, Memorias 1794-1857, dans Biblioteca de Mayo, p. 632/3.
Le 24 octobre 1809, une division révolutionnaire, composée d’une cinquantaine d’hommes armés et de deux milliers d’Indiens emmenés par le protecteur des naturels Francisco Pozo, et placée sous les ordres de Apolinar Jaén, partit pour Chulumani, dans les Yungas boliviennes.
À La Paz, Goyeneche attaqua enfin les forces désorganisées de Murillo, qu’il battit et dispersa avec facilité le 25 octobre sur les hauteurs de Chacaltaya. Dans le même temps, les troupes de Jaén furent vaincues à Chicaloma à l’issue d’une longue lutte, et se retirèrent de nouveau sur Chulumani le 26 octobre.
Une division rebelle, sous le commandement de Manuel Victorio García Lanza, de José Gabriel Castro, Mariano Graneros et de Sagárnaga entre autres patriotes, se dirigea, à la suite de la dispersion à Chacaltaya, vers les Yungas dans le dessein de soulever les indigènes. Castro s’y attela à Coroico, Sagárnaga à Pacollo, et Lanza à Chulumani. Goyeneche dépêcha à leurs trousses, le 30 octobre, son cousin le colonel Domingo Tristán avec une force de 550 hommes, qui marcha sur Irupana, et le 14 novembre, une autre de 300 hommes, sous le commandement de Narciso Basagoitia, qui fit mouvement vers la localité de Chulumani voisine.
Le 11 novembre, Tristán lança l’offensive, de concert avec La Santa, l’évêque destitué de La Paz, lequel alla jusqu’à convertir quelques prêtres en soldats, et vainquit les patriotes à la bataille d’Irupana (16° 28′ 00″ S, 67° 28′ 00″ O), le jour même, tuant les dirigeants.
Les révolutionnaires de Chuquisaca, à la nouvelle de la fin désastreuse de ceux de La Paz, remirent en liberté Pizarro et reconnurent l’autorité du nouveau président de Charcas, Vicente Nieto, qui se tenait alors à Tupiza.

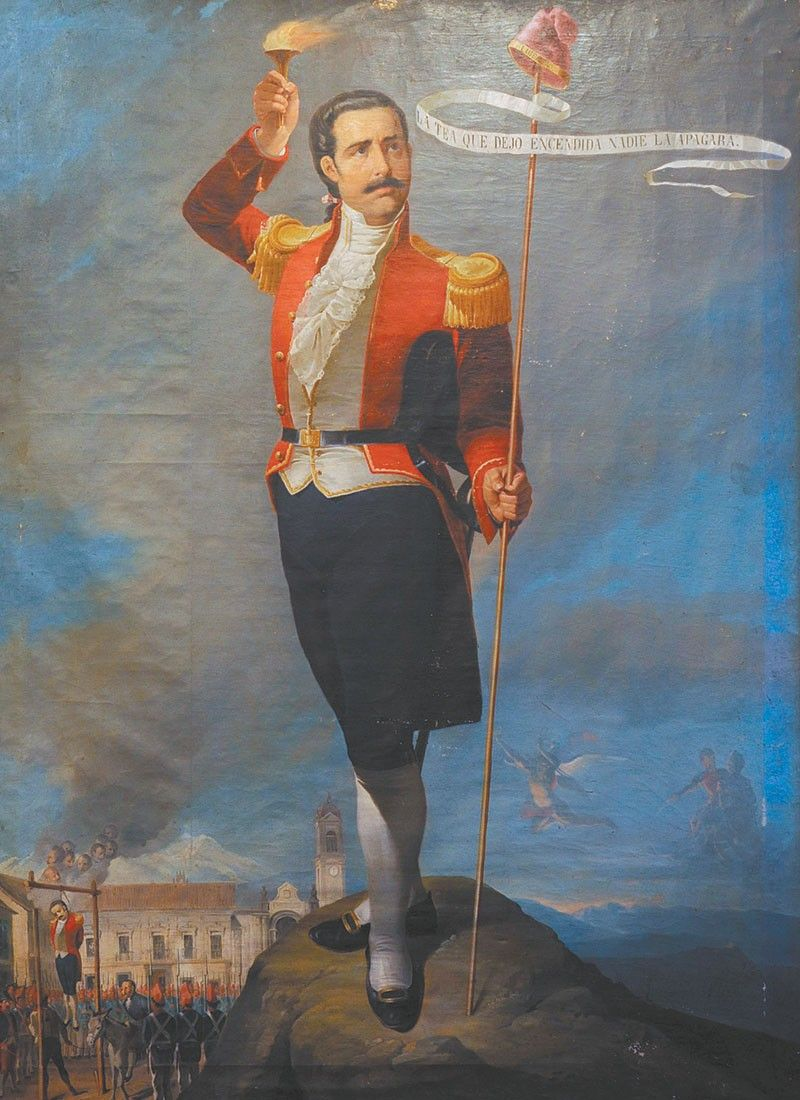
Exécution de Pedro Murillo.

Le 14 décembre 1809, les troupes de Buenos Aires arrivèrent à Potosí, où ils furent instruits de la soumission de la Real Audiencia de Charcas. Nieto se remit en route le 17, en compagnie de l’archevêque Moxó, qui se trouvait alors être disponible, et entra dans Chuiquisaca le 21. Ses troupes avaient fait leur entrée quelques jours auparavant.
Le 10 février 1810, après que lui fut parvenu le courrier de La Paz, Nieto donna ordre de procéder à l’arrestation et à la mise au secret de tous les auditeurs de la Real Audiencia, c'est-à-dire Juan Antonio Fernández, Joaquín Lemoine, Juan Antonio Alvarez de Arenales, Domingo Aníbarro, Angel Gutiérrez, le Dr. Angel Mariano Toro, les deux Zudañez (Manuel devait mourir en prison), Antonio Amaya, le Dr. Bernardo de Monteagudo, les Français Marcos Miranda et Joseph Sivilat, et quelques autres, dont il était craint qu’ils pussent s’échapper.
Au bout d’une période de détention rigoureuse, ils subirent pour la majeure partie d’entre eux une mesure de proscription et furent transférés à Lima comme prisonniers. Les ministres de l’Audiencia, à l’exception du comte de San Javier y Casa Laredo et de l’auditeur Monte Blanco, furent mis en confinement en différentes endroits, tandis que l’assesseur Bonard et le commandant Arenales furent relégués à Lima. Pour le lieu de bannissement, il fut tenu compte de l’origine des proscrits : « (Goyeneche) assigna ceux originaires de La Paz à Buenos Aires, puisque leurs relations avec cette ville étaient éloignées, le second (Nieto) ceux originaires de Chuquisaca à Lima, car ceux-ci eussent trouvé à Buenos Aires beaucoup de compagnons d’études. »
Beaucoup surent se sauver « en achetant aux uns et aux autres la grâce de la vie avec des dons de sommes considérables en objets de valeur et en espèces ».
Ainsi s’acheva la révolution patriotique de 1809, avec le sacrifice de nombreux Américains et l’exil d’autres, plus de 30, condamnés aux présides de Boca Chica (Carthagène), des Philippines et du Morro de la Havane.
Le 29 janvier 1810 furent exécutés Pedro Murillo, Mariano Graneros, Juan Bautista Sagárnaga et García Lanza, entre autres.

### Mai 1810
À Buenos Aires, étant donné les mesures conciliatrices prises par Cisneros à l’égard des participants à la révolte du 1er janvier 1809, mesures qui aboutirent le 22 septembre à une amnistie complète, l’on supposa donc que seraient prises des dispositions semblables à l'égard des insurgés du Haut-Pérou : « On a passé l’éponge sur toute l’affaire de Buenos Aires... Les prisonniers du jour 1 [1er janvier] sont libres et nous sommes tous amis, et la même chose se passera avec ceux du Pérou... Les demi-chambards de La Paz et Chuquisaca se sont apaisés, et si je pouvais parler, je dirais ce qui a causé ces chambards, mais de loin. »

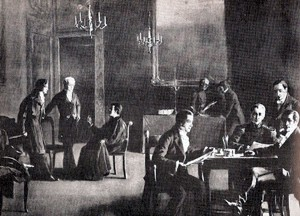
La Première Junte.

Lorsque l’on apprit la nouvelle de la répression, la réaction fut profondément négative dans tous les partis, et la conduite de Cisneros, si elle avait été adoptée dans le but d’intimider et de consolider son autorité, alla en fait à rebours de ce qui était escompté :

« Fin janvier commençaient à parvenir de vagues nouvelles de la pacification de La Paz et Chuquisaca ; mais tous ceux qui ne sont pas prédisposés par un esprit personnel croient qu’il aurait fallu les traiter comme ceux de cette ville (=Buenos Aires) le 1er janvier 1809, et que le vice-roi Cisneros autant que Nieto ont agi avec imprudence en abandonnant ces possessions (=le Haut-Pérou) aux agissements de Goyeneche et d’Abascal, manquant ainsi à l’esprit sourcilleux qui devait les animer à constater l’invasion de leur autorité et devant les soupçons qui s’étaient déjà avérés sur le bellicisme du premier ; ensuite, à la mi-mars, l’on eut la certitude de leur criminelle et mensongère pacification à feu et à sang, avec procès et sentence, du 29 janvier au 10 février 1810, que seuls des gens mauvais pouvaient imiter, et tout fut approuvé par le vice-roi Cisneros ; comme une violation barbare et immotivée... Cela bouleverse toutes les consciences »

— Domingo Matheu, Autobiografía, incise 129, dans Biblioteca de Mayo, p. 2286/7.
Manuel Moreno estima dans le même sens que « de tels actes de barbarie rendirent odieuse l’autorité de Cisneros et ne tardèrent pas à changer en mépris la froideur des habitants vis-à-vis d’un chef sans appui. Les événements malheureux de la métropole vinrent précipiter la conclusion de la scène » . En effet, après que l’on eut appris la chute de Séville et la dissolution de la Junte centrale, Cisneros fut suspendu par voie du Cabildo ouvert du 22 mai 1810, et le 23 fut constitué un comité de gouvernement, alors encore présidé par l’ancien vice-roi. De courte durée, cet arrangement permit que Cisneros (signant en tant que vice-roi et non en qualité de président, pour que son ordre fût suivi), pressions aidant, commuât la peine d’exil prononcée contre le curé Medina. Le 25 mai 1810 fut formée un nouveau comité exécutif, sans Cisneros cette fois, le premier présidé par un Américain.
Nieto et Sanz apprirent la destitution de Cisneros par courrier arrivé à Chuquisaca le 23 juin. Ils se mirent alors sous les ordres du vice-roi du Pérou, qualifièrent Buenos Aires de séditieuse et sollicitèrent des secours. Le 26 au matin, l’on désigna, dans les troupes appartenant aux corps de patriciens et d’Arribeños de Buenos Aires, un soldat sur cinq, et ceux que le sort avait choisis, soit entre cinquante et soixante hommes, furent conduits menottés à Potosí, où Paula Sanz les envoya au travail d’extraction dans les mines du Cerro Rico de Potosí, où il en mourut plus d’un tiers en moins de trois mois. Dans la soirée du 25, les soldats, après avoir appris que Cornelio Saavedra allait présider la Junte de Buenos Aires, avaient trinqué en son honneur, mais sans savoir si ce nouveau gouvernement était légal ou non.
Face à ces nouveaux développements, Nieto remit en liberté Fernández, Aníbarro, Gutiérrez, Toro et Amaya, et assigna les auditeurs à résidence dans telle province du Pérou qu’il jugea convenable, tandis qu’il expédia les autres, y compris le Dr Pedro José Rivera, détenu à Oruro, vers Lima, à la disposition d’Abascal, qui les fit transférer au préside de Casas Matas, d’où ils furent libérés en application du décret d’amnistie des Cortes de Cadix du 15 octobre 1810.
Avec ses troupes et quatre compagnies de Potosí sous les ordres du colonel González Socasa, Nieto se dirigea vers Santiago de Cotagaita(20° 49′ 03,87″ S, 65° 39′ 35,24″ O), quelque 400 km au nord de San Salvador de Jujuy, où il fit creuser des tranchées tout au long du ravin et face à la rivière, pendant qu’Abascal y envoyait les corps du contingent fixe ou royal de Lima, en mettait sur pied d’autres dans ses provinces et adressait des proclamations aux villages du Haut-Pérou, dont une où il affirmait que les Américains étaient nés pour être esclaves, paroles qui eurent pour seul effet d’inciter davantage encore à la révolution.
Le sort réservé aux révolutionnaires de Buenos Aires tombés aux mains de Nieto après la victoire de celui-ci ne devait pas différer beaucoup de celui réservé aux révolutionnaires de La Paz. Après avoir prélevé un cinquième du corps des patriciens, ce dont on se targuait publiquement, Nieto déclarait dans une lettre du 26 juillet envoyée à Montevideo : « Je commanderai, au titre de général en chef, l’armée tout entière, plaçant à la tête de ses divisions des chefs selon ma préférence, comme l’est monsieur le brigadier José Manuel de Goyeneche, accoutumé à corrigér assidûment des crimes de cette nature ». Et poursuivant : « Une fois que sera prise Santa Fe, qui doit être une de mes principales visées, il restera Buenos Aires..., on les prendra en tenaille plus ou moins afin qu’elle rentre dans ses devoirs, sans oublier le châtiment des auteurs de tant de maux. Je tiens en mon pouvoir plusieurs officiels de la Junte révolutionnaire à qui je n’ai pas donné le traitement qui convenait, car j’espère avoir la satisfaction de leur faire manger en égales proportions les sales et viles insurgés qui m’ont été livrés... ».

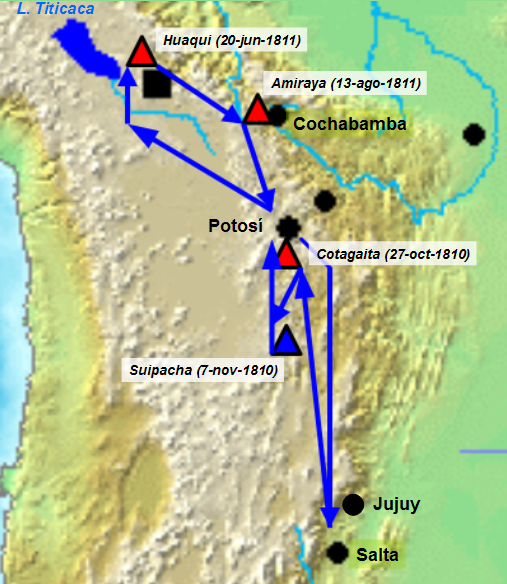
Première campagne dans le Haut-Pérou (1810-1811).

Entre-temps, l’armée du Nord, ou armée du Pérou, engagée dans sa première expédition dite auxiliaire dans le Haut-Pérou (en esp. Expedición auxiliadora al Alto Perú) progressait avec rapidité. À la nouvelle de l’avancée patriote, de nouveaux mouvements éclataient qui faisaient allégeance à la Junte de Buenos Aires. Le 14 septembre 1810 se produisit la révolution de Cochabamba, le 24 septembre fut constituée un comité de gouvernement dans la ville de Santa Cruz de la Sierra, dont faisaient partie Juan Manuel Lemoine et l’envoyé de la Première Junte de Buenos Aires, Eustaquio Moldes, le 6 octobre se prononça également la ville d’Oruro, et le 14 octobre, après la victoire des rebelles lors de la bataille d’Aroma, l’étau se resserra sur l’arrière-garde royaliste.

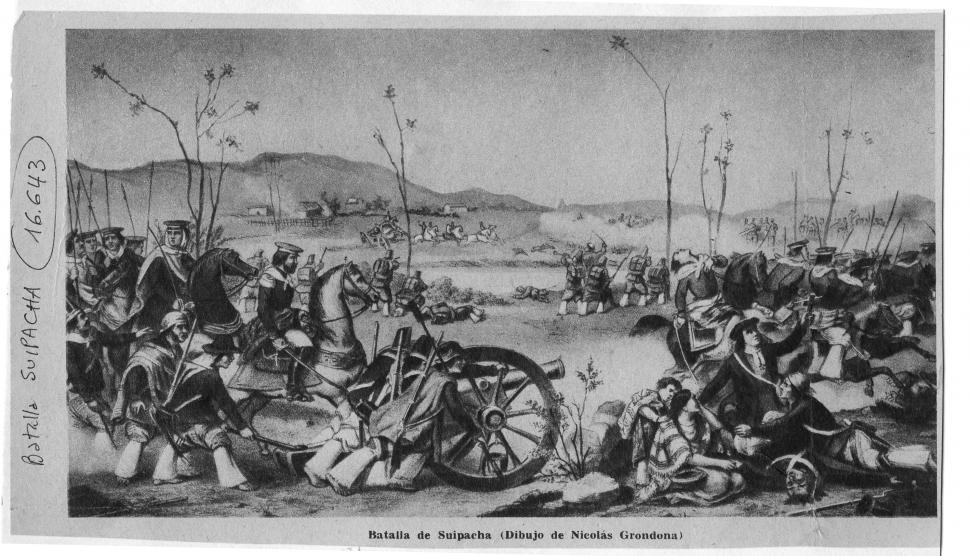
Bataille de Suipacha.

Environ un millier d’hommes, commandés par Antonio González Balcarce et Eustoquio Díaz Vélez, avec à leurs côtés Juan José Castelli au titre de représentant de la Junte, affrontèrent le 27 octobre 1810 les troupes de Nieto dans la bataille de Cotagaita. Après avoir pilonné au moyen de leur maigre artillerie les tranchées ennemies, mais n’avoir pas été en mesure de s’emparer de la position, les forces révolutionnaires se replièrent plus au sud. Le 5 novembre, les forces péruviennes firent mouvement dans les pas de Balcarce et entrèrent dans Tupiza. Le 7 novembre, l’on s’affronta à la bataille de Suipacha(21° 33′ 56,17″ S, 65° 36′ 32″ O), où l’armée rioplatense remporta sa première victoire sur l’armée de José de Córdoba, qui avait hissé le pavillon de la guerre à mort, et put ainsi avancer jusqu’à la rivière Desaguadero, limite de la vice-royauté. Le général Juan Martín de Pueyrredón fut nommé président de l’Audiencia de Charcas.
Ayant appris la nouvelle de la défaite, Nieto s'employa d'abord à détruire les fortifications de Cotagaita puis tenta, en compagnie du prêtre de Tupiza et de quelques officiers, de prendre la fuite, mais fut capturé à Lípez. C’est un détachement composé de soldats des compagnies de patriciens que Nieto avaient envoyés travailler dans la mine de Potosí quatre mois auparavant qui se chargea de ramener le prisonnier.
Córdoba s’enfuit avec les restes de son armée à Cotagaita et au lendemain de la bataille écrivit à Balcarce :

« Vous avez vaincu dans la lice, et à présent je donne les ordres les plus actifs pour que se rassemble ce qu’a dispersé l’indigne Président. Je reconnais la Junte, je me soumets à elle, je fais la même chose que ce que fait cette marine, et que ce que feront les troupes que j’ai commandées, car j’ai donné en ce sens des ordres très stricts. »

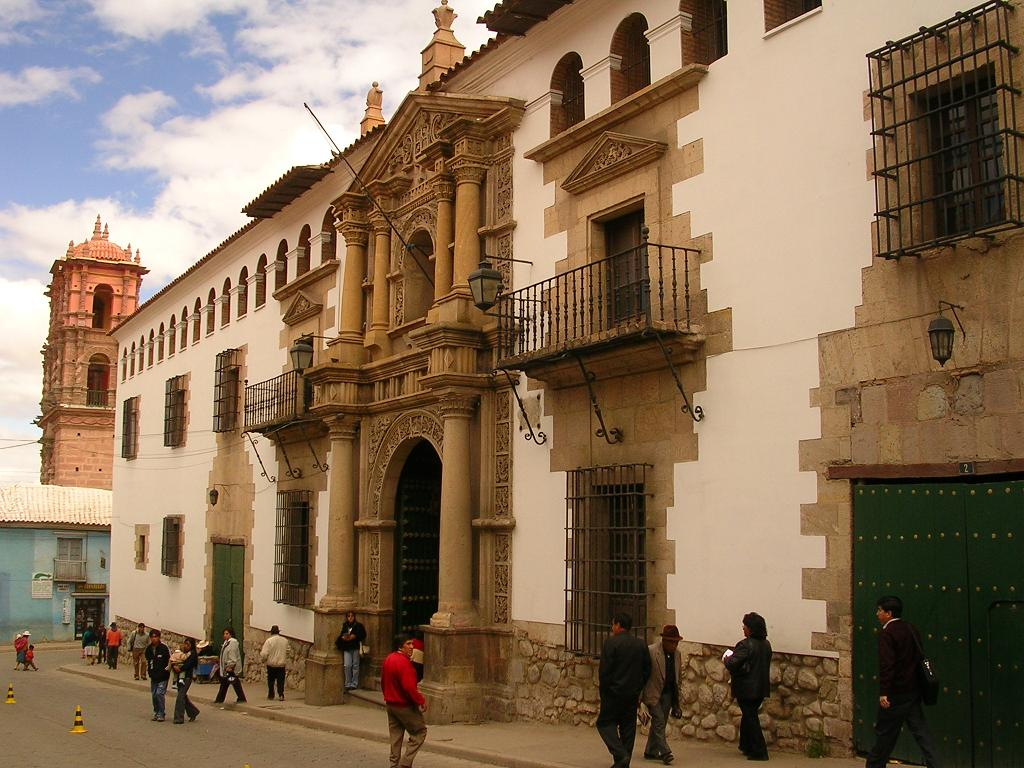
Hôtel de la Monnaie à Potosí.

Castelli lui répondit en l’invitant à s'en remettre « à la générosité du Gouvernement de la Junte » ; Córdoba cependant, craignant avec raison pour son sort, tenta de fuir à Chuquisaca, mais fut fait prisonnier dans les environs de Potosí. Paula Sanz retarda son départ de Potosí, de sorte que, quand le 10 novembre 1810 un officiel de Castelli arriva dans la ville annonçant la venue imminente de ce dernier et ordonnant au cabildo de se saisir du gouverneur, Paula Sanz fut lui aussi détenu. Nieto, Córdoba et Paula Sanz restèrent ensuite emprisonnés dans l'hôtel de la Monnaie (Casa de la Moneda) de Potosí durant un mois.
Mis en jugement au quartier-général de Potosí le 14 décembre 1810, « les susdésignés Sanz, Nieto et Córdoba [furent condamnés] comme coupables de haute trahison, d’usurpation et de trouble à l'ordre public, y compris avec violence et à main armée, à subir la peine de mort » et, le 15 décembre 1819, à 10 heures du matin, furent mis à genoux sur la Grand’Place et fusillés.

## Controverse
La révolution de Chuquisaca, surnommée en Bolivie Premier Cri de liberté de l’Amérique ('Primer Grito Libertario de América'), ou Étincelle de la libération américaine ('Chispa de la liberación americana'), est considérée par une grande partie de l’historiographie traditionnelle comme le premier des mouvements indépendantistes en Amérique hispanique.
De fait, nombreux sont ceux qui partagent ce point de vue. En 1812 déjà, dans un essai intitulé Ensayo sobre la Revolución del Río de la Plata desde el 25 de mayo de 1809 et publié à l’occasion du troisième anniversaire de la révolution dans la revue Mártir o Libre, Bernardo de Monteagudo, dirigeant indépendantiste radical et l’un des principaux acteurs des événements, considérait la révolution de Chuquisaca comme le début de la révolution du Río de la Plata. Des historiens étrangers, tels que Benjamín Vicuña Mackenna, ont appelé Chuquisaca le « berceau volcanique de la révolution ». Le 25 mai 1825, Antonio José de Sucre lui-même disposa que fussent publiquement commémorés les événements de la révolution de 1809, et voulut rendre personnellement hommage aux révolutionnaires de Charcas, ceux-ci ayant en effet été selon lui les premiers à proclamer l’indépendance de l’Amérique.
Cependant, dans l’historiographie récente a surgi un courant révisionniste, qui nomme cet événement une révolution monarchique, en raison de ses expressions de loyauté envers le monarque ; il est argué qu’il s’est agi d’une révolte au cours de laquelle s’affrontèrent Ferdinandistes et Charlottistes, semblablement éloignés tous deux de toute intention indépendantiste, ce qui rend sujet à caution le statut de fête civique patriotique conféré à cette révolution ; en même temps, le contraste est souligné avec la révolution du 16 juillet de la même année à La Paz, laquelle est considérée au contraire comme une révolution ouvertement indépendantiste, et c’est donc la Junta Tuitiva ('Junte protectrice') qui est désignée comme le premier gouvernement libre d’Amérique du Sud et comme le point d’origine de l’indépendance hispano-américaine,,,.
Quoi qu’il en soit, il est certain que les motivations publiques et privées des protagonistes de ce mouvement étaient dissemblables, concurrentes et dans beaucoup de cas contradictoires : outre la menace charlottiste, les craintes concernant la destinée de l’Espagne, l’illégitimité du mandat de la Junte de Séville et de sa primauté, l’antagonisme préexistant entre le gouverneur et les auditeurs appuyés par l’université, celui entre l’évêque et le cabildo ecclésiastique, le localisme et le désir de maintenir les marges d’indépendance vis-à-vis de Buenos Aires et de Lima acquises depuis les offensives britanniques de 1806-1807 , les intérêts économiques, les jalouzies, haines et sentiments personnels, etc. les désirs d’indépendance jouèrent sans aucun doute également un rôle, fût-ce, pour certains, sous couleur de comités de gouvernement fidèles au monarque, fût-ce, pour d’autres, sous forme de systèmes politiques préparant à la république ; les émissaires dépêchés vers les autres villes par les révolutionnaires adhéraient à cette dernière position.
Le même raisonnement pourrait du reste être appliqué aux mouvements de juillet à La Paz (où la masque de la fidélité au monarque était, là aussi, officiellement maintenu devant les autorités), de mai 1810 à Buenos Aires, et de façon générale à chaque soulèvement en Amérique espagnole.
D’autre part, si la révolution à La Paz fut certes plus radicale dans ses objectifs et dans son déroulement, c’est l’étincelle allumée à Chuquisaca qui la fit éclater. D’une manière ou d’une autre, les événements de mai 1809, lors desquels plusieurs patriotes laissèrent la vie ou subirent privation de liberté ou proscription, constituent, de quelque façon qu’on en jauge la pureté révolutionnaire, un prélude légitime au mouvement indépendantiste sud-américain.